# Lịch sử Madagascar

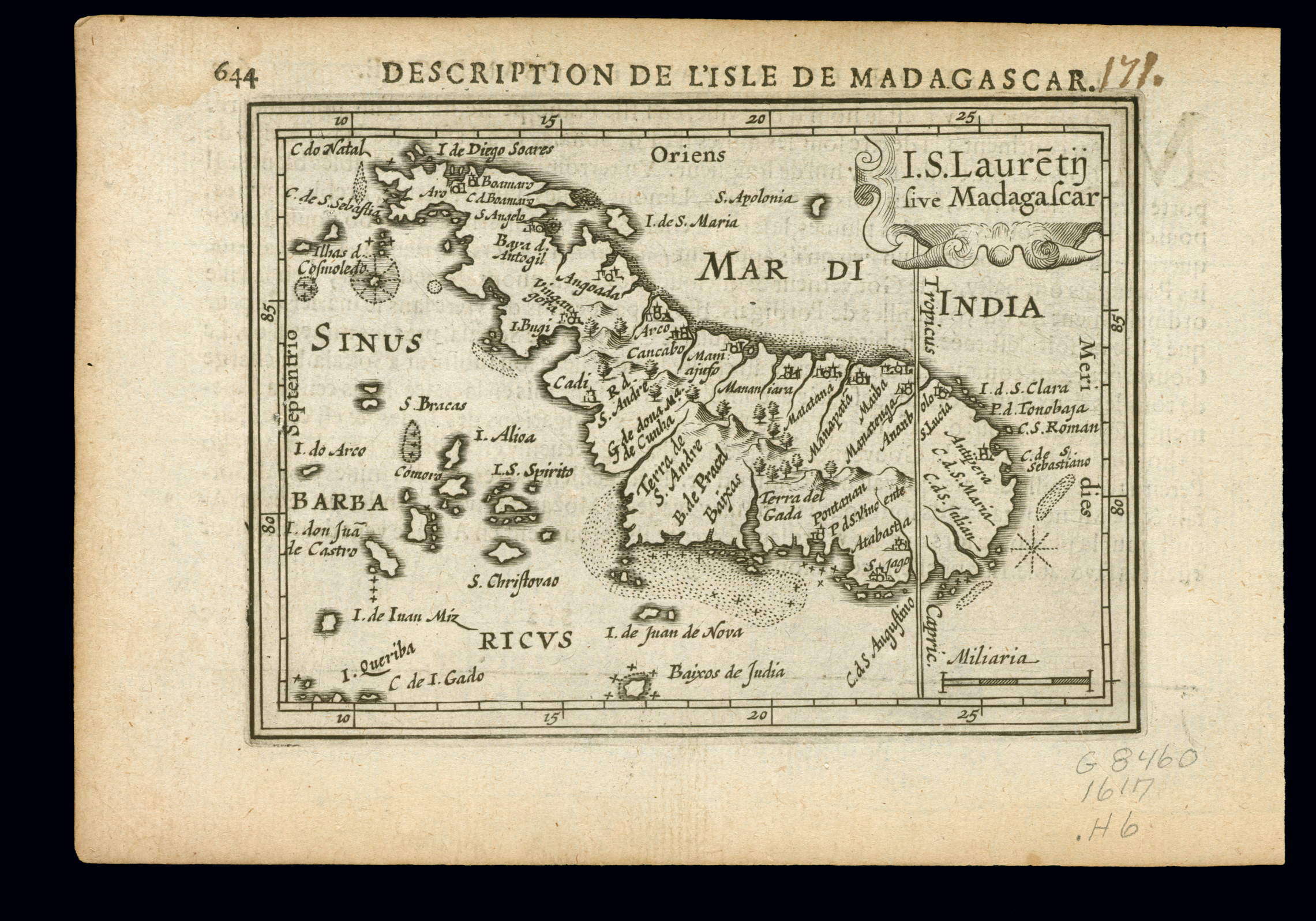
Bản đồ Madagascar (1616)

Lịch sử Madagascar bắt đầu từ khi con người bắt đầu đặt chân đến Madagascar, một quốc đảo nằm trên Ấn Độ Dương ngoài khơi bờ biển phía đông nam Đông Phi.
Những đề cập lâu đời nhất về Madagascar có lẽ đã xuất hiện trong  thư tịch cổ từ thế kỷ 1. Với vị trí nằm trên các tuyến giao thương giữa Ả Rập và bờ biển phía đông lục địa châu Phi, người Ả Rập nhiều khả năng đã biết đến Madagascar vào thế kỷ thứ 4 và ghi chép lại vào thế kỷ thứ 10. Người Trung Quốc có thể biết về hòn đảo này vào thế kỷ 11. Người châu Âu đặt chân đến đảo khoảng sau năm 1500.
Từ thời đại đồ sắt, Madagascar đã xuất hiện những dấu vết cổ xưa nhất của con người. Người Nam Đảo đã đặt chân lên đảo vào thế kỷ 1. Trong các thế kỷ tiếp theo, dân số trên đảo biến động theo từng giai đoạn. Những sắc dân cập đảo vào các thời điểm khác nhau góp phần tạo nên sự đa dạng sắc tộc. Trước khi người châu Âu xuất hiện, nền kinh tế chính của Madagascar là thương mại, do người Ả Rập định cư ở bờ bắc nắm giữ. Vào thế kỷ 14, tổ tiên Merina (một trong những nhóm dân tộc hiện nay) đến từ Indonesia và định cư ở vùng trung tâm Madagascar. Từ thế kỷ 15, việc buôn bán nô lệ phát triển nơi đây.
Bồ Đào Nha là những người châu Âu đầu tiên xuất hiện trên đảo. Trong suốt một thế kỷ, họ chọn đảo làm điểm dừng chân trên đường đến Ấn Độ. Vào thế kỷ 17, người Pháp bắt đầu tăng cường vị thế tại Madagascar, coi đây là nguồn cung cấp lao động rẻ mạt phục vụ cho những đồn điền trên các đảo lân cận. Cuối thế kỷ 17 đầu thế kỷ 18, Madagascar là căn cứ cho hải tặc chuyên săn tìm nô lệ để bán. Sau khi đánh tan thế lực hải tặc, Pháp củng cố vị thế kinh tế và bắt đầu thiết lập các trạm giao thương trên bờ biển, dần dần tiến tới thực dân hóa hòn đảo. Cuối thế kỷ 18 đầu thế kỷ 19, Anh trở thành đối thủ chính trị làm Pháp suy yếu trong cuộc tranh chấp ảnh hưởng tại Madagascar. Nhưng cuối cùng vào năm 1896, Anh chấp nhận để Pháp sáp nhập Madagascar.
Tổ chức nhà nước bản địa sớm nhất ở Madagascar xuất hiện vào thế kỷ 17, do các bộ lạc Sakalava, Betsimasaraka và Merina tập hợp lại. Luật tục bộ lạc và gia tộc không ủng hộ việc thống nhất nên đến đầu thế kỷ 19 thì các vùng lãnh thổ trên đảo mới nằm dưới quyền cai trị của vua người Merina. Vào thế kỷ 19, người châu Âu ảnh hưởng ngày càng nhiều đến Vương quốc Imerina khi lấy nhiều nhượng địa. Vua Madagascar thống nhất cố gắng ngăn chặn việc phụ thuộc vào các quốc gia châu Âu. Sau những xung đột với Pháp và Anh, vương quốc Imerina cáo chung và hòn đảo trở thành thuộc địa Pháp.
Đầu thế kỷ 20, các phong trào chủ nghĩa dân tộc ra đời trên đảo nhằm giành lấy quyền lực chính trị. Khát vọng độc lập của Madagascar càng mãnh liệt sau Thế chiến thứ hai. Pháp nhượng bộ từng bước khi tuyên bố Madagascar là lãnh thổ hải ngoại và cuối cùng trao trả hoàn toàn chủ quyền vào năm 1960. Madagascar trở thành nước cộng hòa, trải qua bốn giai đoạn. Ngoại trừ giai đoạn thứ nhì theo chủ nghĩa xã hội, còn lại đều theo thể chế dân chủ. Khủng hoảng kinh tế và khác biệt sắc tộc dẫn đến khủng hoảng chính trị, tạo ra những thay đổi mang tính hệ thống trên đất nước này.

## Lịch sử nghiên cứu Madagascar

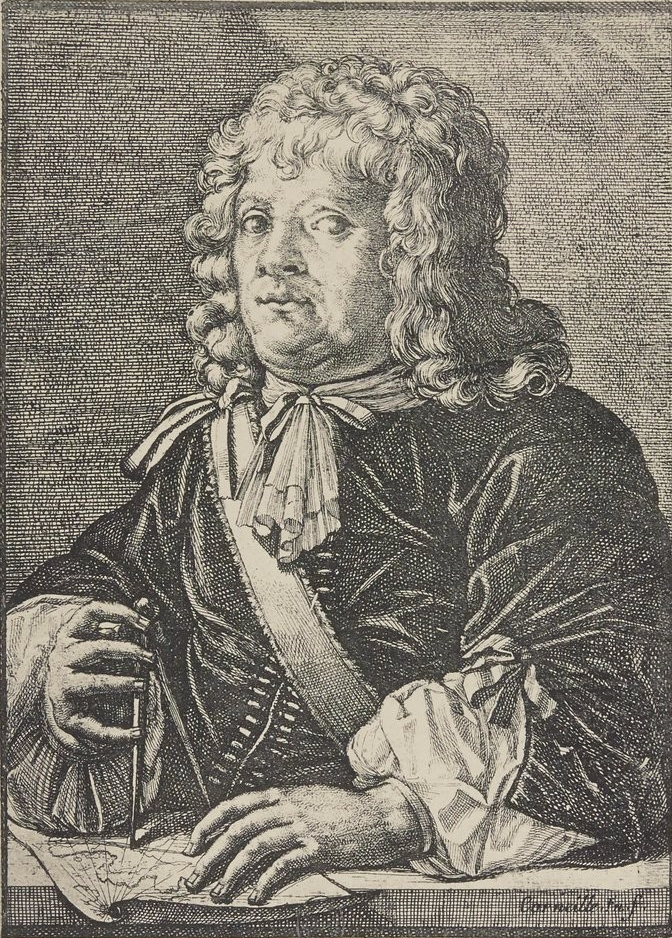
É. de Flacourt (1607–1660)

Cái tên Madagascar bắt nguồn từ một ghi chép sai sót của nhà du hành Marco Polo vào thế kỷ 13. Theo đó vị này đã lẫn lộn cho rằng thành phố Mogadishu là một hòn đảo. Cái tên Mogadishu bị biến dạng thành Madagascar, rồi cứ thế được sử dụng trong nhiều sử liệu châu Âu về sau. Trong tiếng Malagasy, tên gọi hòn đảo này có nghĩa là "vùng đất tận cùng thế giới".
Người châu Âu biết đến Madagascar khoảng sau năm 1500. Năm 1519, lần đầu tiên Diogo Ribeiro đưa đảo vào bản đồ. Giữa thế kỷ 17, một trong những đại diện của Công ty Đông Ấn Pháp là Étienne de Flacourt đã mô tả địa lý trên đảo qua tác phẩm Histoire de la grande isle de Madagascar (Lịch sử đảo lớn Madgascar) xuất bản tại Paris năm 1658. Nạn cướp biển hoành hành khiến công tác nghiên cứu đình trệ. Trong thời gian dài chỉ có những thông tin khái quát chung về đảo, bản đồ vị trí các cảng và trạm giao thương của châu Âu. Năm 1776, D'Après de Mannovillette người Pháp đã vẽ bản đồ chi tiết hơn gồm cả các tọa độ địa lý.
Năm 1770–1780, đoàn thám hiểm của nhà nghiên cứu người Pháp Nicolas Mayeure lần đầu tiên tiến sâu vào đảo, trong đoàn đồng hành có Móric Beňovský. Nicolas Mayeure đã mô tả phần phía bắc và trung tâm Madagascar. Còn Beňovský là tác giả của cuốn nhật ký Lịch sử hành trình và những sự kiện kỳ lạ... mô tả chi tiết đầu tiên về hòn đảo.
Thập niên 1820, thuyền trưởng Hải quân Anh William Fitzwilliam Owen bắt đầu nghiên cứu bờ biển Đông Phi, gồm cả Madagascar. Họ tiến hành đo đạc thủy văn bờ biển và vùng nước ven biển. Năm 1833, kết quả nghiên cứu của Owen được công bố trên tạp chí Narrative of voyages to explore the shores of Africa, Arabia and Madagascar. Thập niên 1830, người Pháp tiến hành những nghiên cứu tương tự. Năm 1846, Édouard Bouët-Willaumez xuất bản tại Paris tác phẩm Description nautique des côtes de l'Afrique occidentale comprises entre le Sénégal et l'Equateur (Mô tả hàng hải bờ biển Tây Phi giữa Senegal và xích đạo). Giữa thế kỷ 19, các nhà hàng hải xuất bản ba tác phẩm tại Paris: Voyage à la còte orientale d'Afrique (Hành trình đến bờ đông châu Phi) (1846), Documents sur l'histoire, la géographie et le commerce de la partie occidentale de Madagascar (Tài liệu lịch sử, địa lý và thương mại phía tây Madagascar) (1845) và Documents sur l'histoire, la géographie et le commerce de l'Afrique orientale (Tài liệu lịch sử, địa lý và thương mại Đông Phi) (1856-1857).
Năm 1834, những quả trứng vỡ của chim voi được tìm thấy trên đảo. Flacourt có đề cập đến một loài chim khổng lồ sống ở Madagascar vào năm 1658. Tuy nhiên, vào thế kỷ 19, người ta chỉ coi chuyện này là huyền thoại. Phát hiện này khiến Viện Hàn lâm Khoa học Pháp tổ chức thám hiểm khoa học trên đảo. Năm 1865, Alfred Grandidier chỉ huy đoàn thám hiểm tìm kiếm chim voi. Grandidier cho rằng loài này đã bị thợ săn Malagasy và cá sấu làm cho tuyệt chủng. Trong những năm 1865–1870, Grandidier thực hiện 1.500 phép đo bằng máy kinh vĩ, xác định chính xác vĩ độ 1.885 điểm và tọa độ 28 thị trấn. Ông mô tả đặc điểm địa lý và thủy văn, đặc tính thảm thực vật. Năm 1870, Gardinier khảo sát địa hình học một diện tích 1.800 km² và đánh dấu hàng nghìn điểm trên bản đồ. Nghiên cứu của ông dẫn đến việc xuất bản các bản đồ tỷ lệ 1:1.850.000 vào năm 1871. Năm 1874–1875, Shaw tiếp tục công việc của Gardinier và khám phá phần đông nam Madagascar. Năm 1876, Suell mô tả hòn đảo dọc theo tuyến từ Tananariva đến bờ biển phía tây. Cùng năm, James Sibree nghiên cứu các vùng nội địa. Mặt khác, Muillens hiệu chỉnh những quan sát của Gardinier. Năm 1885, Gardinier tổng hợp các kết quả nghiên cứu được thực hiện trong nửa sau của thế kỷ 19 và xuất bản trong chuyên khảo Histoire physique, naturelle et politique de Madagascar (Lịch sử hình thái, tự nhiên và chính trị của Madagascar).
Cuối thế kỷ 19, song song với các thám hiểm thuộc địa, Pháp còn tổ chức thám hiểm khoa học sâu hơn vào vùng nội địa. Năm 1892, Louis Catat và Casimir Maistre thám hiểm phần đông nam Madagascar. Cùng năm, H. Gautier mô tả hình thế và địa lý của đảo. Trong những năm 1896–1906, các nhà địa hình Pháp đã xuất bản bản đồ đảo với tỷ lệ 1:500 000. Trong giai đoạn 1898-1902, Guillaume Grandidier khám phá phần phía nam và phía tây Madagascar. Đầu thế kỷ 20 đánh dấu thực hiện nghiên cứu hệ động thực vật cũng như địa chất và dân tộc học. Từ năm 1906, Dịch vụ Địa lý Tananarivo chuyên thực hiện trắc địa được thành lập nhằm chuẩn bị cho việc hoàn thiện bản đồ tỷ lệ 1:100 000.

## Thời tiền thuộc địa

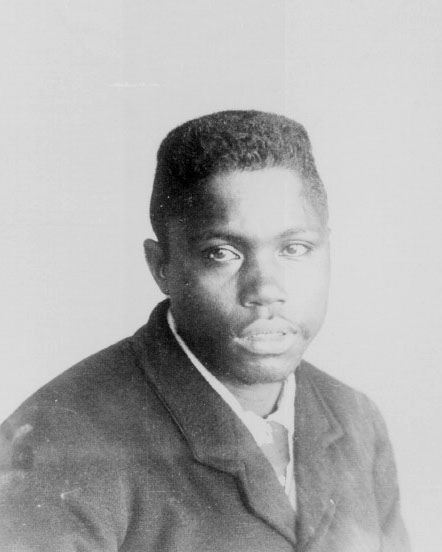
Người Hova (1896)

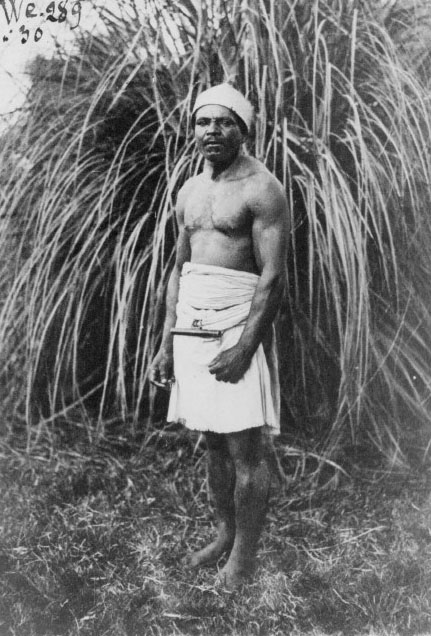
Người Betsileu (1908)

Các nhà sử học vẫn còn bất đồng về thời điểm khám phá ra Madagascar. Hòn đảo rất có thể đã được đề cập trong tác phẩm Tường thuật hải trình Erythras từ khoảng năm 60. Madagascar nằm trên các tuyến giao thương đường biển giữa Ả Rập tiền-Hồi giáo và bờ biển phía đông châu Phi. Khả năng lớn là người Ả Rập đã biết đến hòn đảo vào đầu thế kỷ 4. Đồng tiền cổ đời Constantinus Đại đế đã được tìm thấy ở bờ phía bắc của hòn đảo. Vào thế kỷ 10, nhà du hành Ả Rập Al-Masudi từng miêu tả về một đất nước mang tên Waq Waq trong tác phẩm Cánh đồng vàng của ông, cái tên mà được suy đoán là ám chỉ đến đảo Madagascar. Còn nhiều nghi vấn về thời điểm Trung Hoa phát hiện ra hòn đảo này. Một văn bản chữ Hán năm 1178 có đề cập đến sự tồn tại của một hòn đảo tên là Madagascar ngoài biển cả, nơi sinh sống của một giống thổ dân hoang dã da đen tóc xoăn. Họ là nô lệ "tốt" vì không nhớ quê và bán được giá cao cho người Ả Rập.
Cho đến thời đồ sắt, Madagascar vẫn là đảo hoang, không có dấu vết con người thời đồ đá hiện diện trên đảo. Tuy về mặt địa lý, đảo thuộc châu Phi, nhưng thổ dân trên đảo lại là người gốc Nam Đảo. Vẫn còn những tranh luận về nguồn gốc và thời điểm người Malagasy (chiếm 98% dân số Madagascar) đến đảo. Rất có thể họ là người Indonesia từ đảo Java thuộc Quần đảo Mã Lai (Đông Nam Á) và cập đảo vào thế kỷ 1. Ngoài ra cũng không rõ nguyên nhân tại sao tổ tiên người Malagasy lại rời quê hương cũng như họ đã đi qua tuyến đường biển nào để đến đảo. Giả thuyết về đợt di cư này đã diễn ra qua Ấn Độ, Ceylon, Comoros và dọc theo bờ biển Đông Phi.
Kết quả nghiên cứu ngôn ngữ học xác định tiếng Malagasy có liên hệ với nhóm ngôn ngữ Indonesia giúp đưa ra gợi ý nhất định để tìm ra nguồn gốc ngôn ngữ này. Tuy nhiên, một số từ mượn từ nhóm ngôn ngữ Bantu đã phức tạp hóa công trình nghiên cứu. Vào thập niên 1970, R. K. Kent kết hợp những phát hiện trước đó của các ngành nghiên cứu ngôn ngữ học, dân tộc học và lịch sử để phát triển lý thuyết rằng người Afro-Malagasy (người Malgasy châu Phi) đã sinh sống trên vùng đất ngăn cách giữa eo biển Mozambique trong thiên niên kỷ 1. Ông đồng thời nhấn mạnh vai trò lớn của các dân tộc châu Phi trong quá trình hình thành dân tộc Malagasy. Những người Afro-Malagasy ngoài khơi đã bị người Bantu đến từ phía tây đồng hóa. Mặt khác, người châu Á đến Madagascar cho đến thế kỷ 16. Do đó, tuy còn tồn tại một số yếu tố Afro-Malagasy nhưng tiếng Malagasy vẫn được xếp vào loại ngôn ngữ châu Á.
Dân số Madagascar dần tăng trong thiên niên kỷ 1. Nhà nghiên cứu Kent phân biệt ba thời kỳ người Indonesia di cư đến châu Phi. Ba thời kỳ này không đồng nhất về mặt sắc tộc. Ông gọi thổ dân Malagasy là lakato (những người chèo thuyền). Nhóm lakato đầu tiên sau khi đến Đông Phi đã tiếp xúc với các bộ lạc Bantu, bắt đầu hình thành nên cộng đồng Afro-Malagasy. Một làn sóng Bantu khác từ nội địa châu Phi tràn đến bờ biển, người Afro-Malagasy buộc phải chạy ra đảo Madagascar. Làn sóng nhập cư lakato thứ nhì đã làm phân hóa đa dạng một số nhóm dân tộc ở Madagascar và góp phần tạo nên thứ ngôn ngữ Malagasy. Nhóm thứ nhì này mang theo kỹ năng trồng trọt và chăn nuôi gia súc, làm ruộng bậc thang đặc trưng trên sườn núi, xây dựng cự thạch và công sự, cho đến tín ngưỡng thờ cúng tổ tiên, nghi lễ tế thần và phong tục an táng, cả biểu tượng sắc đỏ thể hiện cho quyền lực. Họ đưa vào thể chế những người đứng đầu thôn làng. Nghề nặn gốm trên đảo cũng có khác biệt dù vẫn thấy nhiều nét chung với gốm Bantu. Các dân tộc Vazimba và Arindrano đóng vai trò hàng đầu trong việc hình thành nền văn hóa Malagasy. Lakato III diễn ra vào giai đoạn giao thời giữa hai thiên niên kỷ 1 và 2. Nguyên nhân chính cho chuyến di cư này là do kết nối thương mại phát triển trong khu vực. Làn sóng thứ ba rất đa dạng về sắc tộc, văn hóa và tôn giáo. Đa phần là các dân Swahili và Bantu tràn xuống Nam Phi. Vào thời Lakato III, văn hóa Antalaotra-Swahili xuất hiện ở phía bắc đảo.
Nguyên nhân người Swahili đến Madagascar là do chiến tranh và xung đột chia rẽ tại quê hương. Những người mới từ Swahili liền định cư ở phía bắc đảo. Họ duy trì giao thương với Bán đảo Ả Rập và Swahili. Họ cũng để lại dấu vết sinh sống tại phía tây nam đảo.
Người Ả Rập xuất hiện trên đảo vào thế kỷ 10-11. Văn bản chữ Ả Rập thế kỷ 12 có nhắc đến Djesire Comor, rất có thể để chỉ về Madagascar, từ này có nghĩa là Đảo của người Indonesia. Người Ả Rập mà tiếng Bồ Đào Nha gọi là poleis đã thành lập các khu dân cư ở phía tây bắc đảo. Họ chủ yếu tập trung vào buôn bán và sản xuất. Họ sống chủ yếu trên các đảo xung quanh còn sở hữu các đồn điền trồng lúa ở Madagascar. Poleis duy trì mối quan hệ giao thương với Mogadishu, Malindi và Kilwa (qua bằng chứng khảo cổ học). Một trong những thành lớn nhất và giàu có nhất là Lulungane trên đảo Nosi Manju. Người Lulungane nhập vải và quặng từ Đông Phi. Ngược lại, họ bán lúa gạo từ đồn điền cũng như gia súc và sáp ong của Malagasy. Nô lệ người Phi lao động trên đồng lúa. Năm 1507, Bồ Đào Nha chinh phục Lulungane.
Sang thế kỷ 14-15, thành Iharana (nay là Vohémar) của người Ả Rập ở phía bắc Madagascar có ảnh hưởng kinh tế đáng kể. Các quan hệ giao thương được duy trì với Kilwa và Viễn Đông. Người Iharana di chuyển dọc theo bờ biển xuống phía nam. Họ là tổ tiên của các nhóm người Zafi-Raminia và Antemoro. Những cộng đồng này bảo tồn truyền thống, chữ viết Ả Rập và nghề làm giấy. Zafi-Raminia và Antemoro thành lập nhà nước của riêng mình nhưng bị phân chia thành các nước nhỏ hơn vào thế kỷ 16.
Tổ tiên người Merina từ Indonesia đến Madagascar vào thế kỷ 14-15. Họ đổ bộ lên bờ bắc, rồi di chuyển sâu vào bên trong và định cư tại vùng đất gọi là Imerina. Ban đầu, họ chung sống hòa bình với thổ dân trước đó. Nhưng cuối thế kỷ 15 đầu thế kỷ 16, Andrianaponga và Andriamanelo chỉ huy Merina giao tranh với bộ tộc Vazimba bản địa. Kết quả là Vazimba công nhận quyền cai trị của Merina, đổi lại Merina cũng cho phép Vazimba giữ quyền sở hữu đất đai.
Vào thế kỷ 16, người Bồ Đào Nha đến đảo và báo cáo sự có mặt của nhóm người Kafra da đen thuộc nhóm Bantu sống trên bờ vịnh Sada (Anorontsanga). Khoảng 2.000 người Kafra có thể là nô lệ trốn thoát khỏi Malindi, Mombasa và Mogadishu. Tiếng nói của họ đã hé lộ nguồn gốc dân tộc vì giống với ngôn ngữ của người Kafra sống trên lục địa châu Phi.
Madagascar rất đa dạng về sắc tộc và văn hóa do có nhiều làn sóng nhập cư. Đến đầu thế kỷ 16 có khoảng mười tám dân tộc sống trên đảo. Những người mới đến thường sống bên bờ biển, nhưng dần sẽ đi sâu vào trong đảo hơn. Vào thế kỷ 13, dân tộc Vazimba gốc Phi làm chủ phần trung tâm đảo, họ còn chưa có các hình thái chính trị sơ khai, nên những người mới đến liền trở thành cai trị. Sự tiến bộ từ phía đông Hova với kiểu cách sinh sống của người Indonesia cũng như canh tác lúa nước đã đồng hóa họ. Các nhóm dân cư khác nhau phân biệt về hoạt động kinh tế chủ chốt như: Sakalava ở bờ tây chăn nuôi gia súc, Merina ở trung tâm trồng lúa, còn Wezu ở phía tây đảo làm nghề chài lưới. Vào thế kỷ thứ 10, người Madagascar thường đến châu Phi để cướp bóc. Thế kỷ 12-13, hình thức kinh tế cơ bản của Madagascar là giao thương với vùng Ấn Độ Dương. Đảo xuất khẩu gạo còn lấy về sắt, vàng và có thể cả đồng. Thế kỷ 15 thịnh hành việc buôn bán nô lệ chủ yếu cho bờ biển đông Phi và có thể tới cả Viễn Đông. Nguồn cung cấp nô lệ có thể do chiến tranh (Bantu) hoặc nhu cầu kinh tế (Malagasy).

## Châu Âu tác động ban đầu

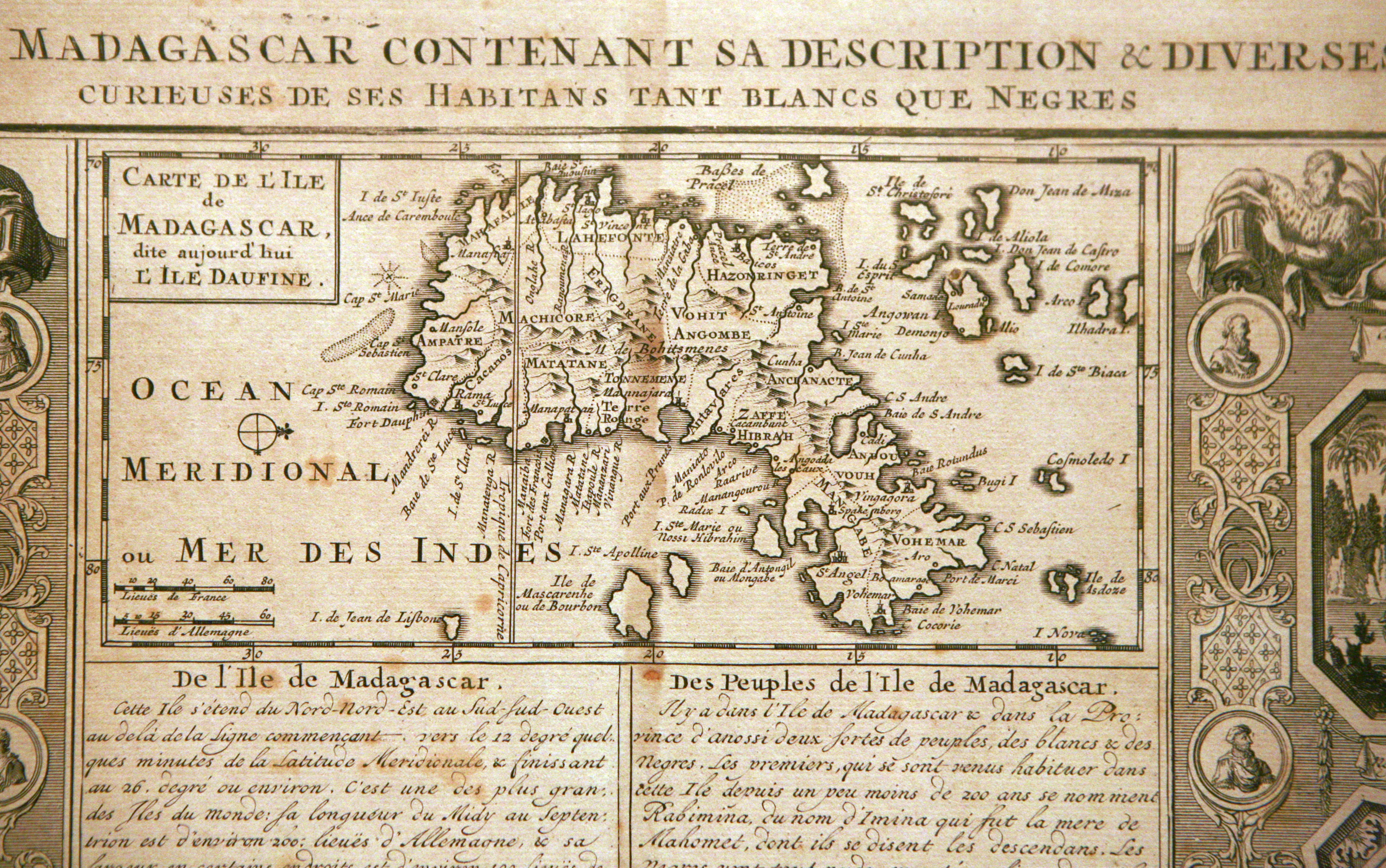
Madagascar vào thế kỷ 17

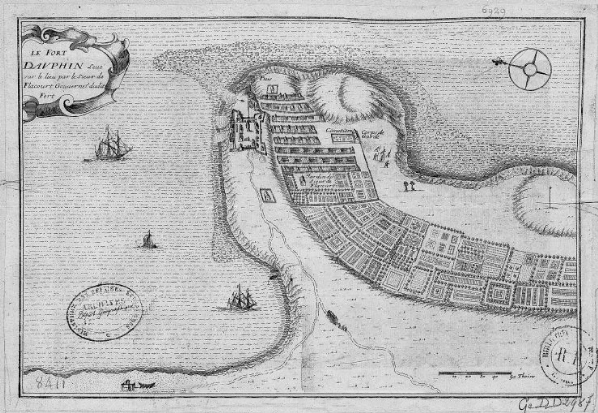
Pháo đài Dauphin theo bản phác thảo của Flacourt (1650)

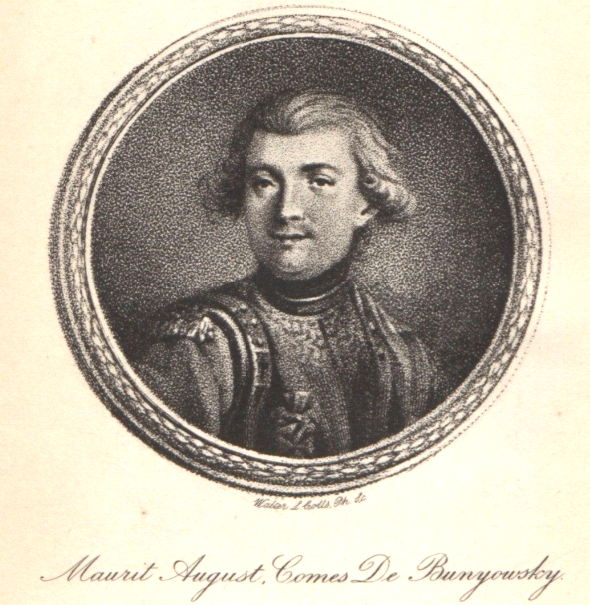
Móric Beňovský (1746-1786)

Nhà thám hiểm Bồ Đào Nha Diogo Dias khám phá ra Madagascar khoảng năm 1500. Một tàu thuộc hải đội Pedro Álvares Cabral đến Ấn Độ ngoài khơi Mũi Hảo Vọng đã đổi hướng sang phía đông sau khi mất dấu những tàu còn lại. Theo hướng này, tàu đến được hòn đảo lớn chính là Madagascar. Người Bồ Đào Nha gọi đảo là Đảo St. Lawrence. Năm 1506, những tàu của Fernando Suarez đến Madagascar. Năm 1517, nhà bản đồ học Bồ Đào Nha Pedro Reinel vẽ bản đồ chính xác hình dạng của đảo.
Bồ Đào Nha không quan tâm đến Madagascar vì không có tài nguyên thiên nhiên. Họ muốn phát triển giao thương tại đây và sự kết nối đảo với bờ biển đông Đông Phi cản trở việc này. Do đó, trước tiên họ khuất phục các đồng minh Madagascar, rồi bình định các thành phố yếu ớt ở phía bắc đảo. Dần dần, người Hà Lan, Anh và Pháp xuất hiện ở lưu Ấn Độ Dương và cạnh tranh phạm vi ảnh hưởng đối với Đông Phi. Người châu Âu tìm cách thiết lập các căn cứ và hải cảng để bổ sung tiếp tế cho những chuyến buôn bán từ châu Âu đến Ấn Độ. Các tàu châu Âu đến Madagascar không thường xuyên. Người châu Âu xuất hiện bắt đầu làm sụp đổ tổ chức nhà nước và nền kinh tế của đảo. Cuối thế kỷ 16, dân số Madagascar ước tính vào khoảng 700.000 người. Trong thế kỷ 16, Bồ Đào Nha không chỉ một lần cướp phá Madagascar nhưng cũng không có ý định củng cố ảnh hưởng lên đảo.
Giữa thế kỷ 17, Pháp có kế hoạch thiết lập đồn điền ở quần đảo Mascarene gần đó, đã nhìn đến Madagascar như nguồn cung cấp lao động rẻ mạt. Năm 1642, Công ty Đông Ấn Pháp được thành lập nhằm thâu tóm Mascarene. Madagascar liền trở thành căn cứ để tiến tới các đảo xung quanh. Trên đảo Saint Luca, mười ba khu dân cư được giao nhiệm vụ thành lập pháo đài. Năm 1643, Pháo đài Dauphin được xây dựng ở phía nam Madagascar làm tiền đề chiếm phần đông bắc đảo, Vịnh Antongil và đảo Sainte Marie. Trong những năm 1642–1643, Ponis chỉ huy pháo đài, nhưng cả ông lẫn Flacourt là người kế nhiệm giai đoạn 1643–1655 đều không thể thiết lập quan hệ hữu hảo với người Malagasy. Thiếu hàng để bán, việc giao hàng từ Pháp không thường xuyên nên quân Pháp tổ chức những cuộc chinh phạt cướp bóc người bản xứ. Năm 1665, một làn sóng những kẻ thực dân Pháp mới đến đảo. Năm 1674, người Malagasy (Antanusi) hạ được Pháo đài Dauphin và giết gần như toàn bộ quân Pháp đồn trú. Thất bại của Pháp ở Madagascar thế kỷ 17 được nhìn nhận là do khác biệt về lợi ích giữa Bộ trưởng Bộ Tài chính của Louis XIV, Jean-Baptiste Colbert với giới lãnh đạo công ty Đông Ấn. Colbert chủ trương người Pháp định cư trên đảo nhưng công ty từ chối cấp kinh phí để thực hiện kế hoạch này mà vẫn tập trung giao thương với Ấn Độ và thúc đẩy chủ lực là đồn điền quần đảo Mascarene.
Giao thương với châu Âu gia tăng vào thế kỷ 17 cùng với việc con người sinh sống tiến sâu vào đảo ảnh hưởng đến sự phát triển thị trường địa phương và khu vực tại Madagascar cũng như đa dạng hóa nền kinh tế. Dân cư tiến vào trung tâm đảo góp phần thúc đẩy giao thương đường dài phát triển. Việc trao đổi hàng hóa được tiến hành khi lãnh đạo địa phương hoặc trưởng làng chấp thuận và có đầu mối thích hợp, thường được lấy lòng bằng quà tặng. Khác với lục địa châu Phi, phụ nữ là nhân tố quan trọng tại Madagascar. Người phụ nữ này thường là quý tộc địa phương. Thương gia châu Âu kết hôn với phụ nữ bộ tộc từ đó được bộ tộc bảo vệ và đảm bảo quan hệ giao thương. Madagascar nhận đạn dược, hàng dệt may Ấn Độ, rượu, sản phẩm kim loại và đồ trang trí. Tiền tệ là đồng piaster bạc Tây Ban Nha, nhưng thường thì qua cơ chế hàng đổi hàng. Cũng có thể dùng tiền trung gian là đồng livre của Pháp.
Cuối thế kỷ 17, hải tặc Âu-Mỹ bắt đầu xâm chiếm bờ biển phía đông bắc, tạo dựng nơi sinh sống và quan hệ với thổ dân. Họ quan tâm đến đảo chủ yếu xuất phát từ khả năng bắt nô lệ da đen, là mặt hàng được người Bồ Đào Nha và Hà Lan coi trọng ở Ấn Độ. Hải tặc lập căn cứ trên bờ biển Madagascar và các đảo lân cận. Trong những năm 1685–1726, hàng chục tàu hải tặc đã kìm hãm phát triển kinh tế đồn điền, cản trở giao thương và nghiên cứu địa lý trên đảo. Trong những năm 1685–1705, hải tặc đứng đầu là Avery, Misson và Kid có tầm ảnh hưởng lớn nhất trong khu vực. Họ đặt căn cứ tại Sainte Marie, Rantabé, Foulpointe, Tintingue và Nosy Mangabé trong Vịnh Antongil, cũng như tại Antalaha và Vohémar. Hải tặc hợp tác và cung cấp vũ khí cho thủ lĩnh địa phương. Họ lợi dụng hôn nhân với người bản xứ để mở rộng ảnh hưởng, tham gia vào chiến tranh tại địa phương, được coi là cơ hội bán tù nhân thành nô lệ. Năm 1722, các nước châu Âu nỗ lực tiêu diệt nhưng không giải quyết được dứt điểm mà chỉ làm giảm quyền lực của hải tặc.
Thế kỷ 18, Madagascar đóng vai trò là nguồn lợi đồn điền cho Pháp ở Mascarene là nơi trồng cà phê. Pháp và Anh càng gia tăng cạnh tranh lẫn nhau. Cả hai nước đều tìm cách chinh phục và sáp nhập hòn đảo này. Các trạm mậu dịch khác được thành lập trên bờ biển phía đông Madagascar để trực tiếp thu lợi từ Mascarene và kiểm soát chính sách thuộc địa của Pháp. Ban đầu, văn phòng Tamatave giữ vị trí quan trọng trên bờ biển phía đông. Đến giữa thế kỷ 18, mở thêm trạm giao dịch tại khu định cư Foulpointe, cách Tamatave khoảng 250 km về phía nam. Trạm Faktoria Foulpointe nằm gần và quan hệ hữu hảo với dân Betsimisaraka. Thủ lĩnh Betsimisaraka là Zanahara (chết năm 1767), Yavi (1767–1791) và Zakavola (1791–1803) thường xuyên cung cấp nô lệ cho Pháp để bán, chủ yếu lấy từ các cuộc săn lùng bộ tộc. Trong những năm 1774–1776, Móric Beňovský được bổ nhiệm ở Foulpointe. Beňovský thiết lập quan hệ với người Malagasy, lên kế hoạch chiếm Madagascar và thay mặt Pháp nắm quyền trên đảo. Trong các năm 1768–1771 và 1774–1776, Pháp tổ chức hai cuộc chinh phạt vào sâu trong đảo. Móric Beňovský trực tiếp chỉ huy cuộc chinh phạt thứ nhì và tự xưng là Hoàng đế Madagascar ngày 10 tháng 10 năm 1776. Ông tử trận ngày 23 tháng 5 năm 1786.
Năm 1770, Pháp có bốn văn phòng thuộc địa, nhằm cung cấp nhân công rẻ cho các đồn điền quần đảo Mascarene. Giá một nô lệ vào nửa đầu thế kỷ 18 là khoảng 30 livre. Giá bắt đầu tăng sau năm 1760: trong những năm 1767–1770 là khoảng 200 livre, năm 1785 là 300 livre, và vào cuối thế kỷ 18 dao động từ 320 đến 540 livre. Ước tính rằng trong những năm 1755–1808, các trạm dịch phía đông của Pháp đã gửi tới Mascarene 349 tàu nô lệ, trong khi trạm dịch phía tây chỉ vỏn vẹn có 10 chuyến.
Cách mạng Pháp và các cuộc chiến tranh của Napoléon góp phần làm suy yếu Pháp ở Madagascar. Năm 1810, Anh chiếm một số khu vực của Pháp. Sợ mất ảnh hưởng, Pháp tuyên bố sáp nhập hòn đảo, nhưng Anh không công nhận. Hai nước đều tranh giành hòn đảo này cho đến cuối thế kỷ 19. Năm 1896, hai nước đạt được thỏa thuận và Madagascar trở thành thuộc địa Pháp.

## Những nhà nước đầu tiên
Không giống như những quốc gia châu Phi bản địa khác thời tiền thuộc địa, sự can thiệp của các cường quốc châu Âu không làm sụp đổ những vương quốc Malagasy. Thậm chí từ thế kỷ 17, các vương quốc này còn phát triển hơn nhờ có sự liên hệ với hoạt động buôn bán nô lệ của Pháp tại các đảo Îsle de Bourbon và Îsle de France gần đó.

### Sakalava

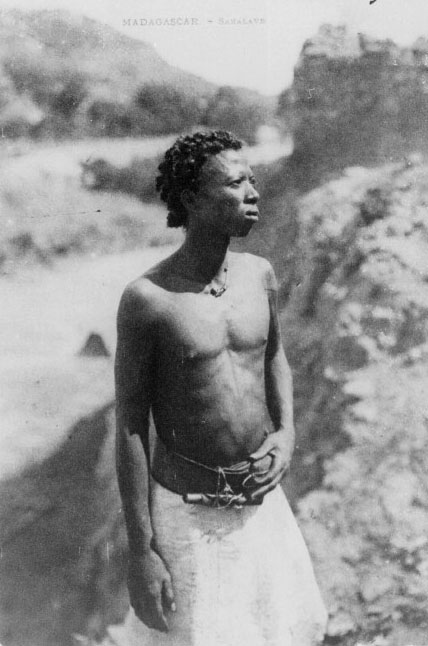
Người Sakalava (1908)

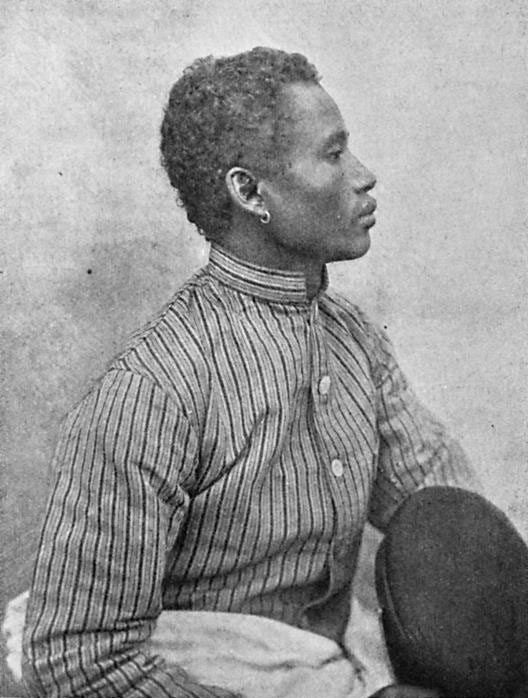
Người Betsimaraka (1914)

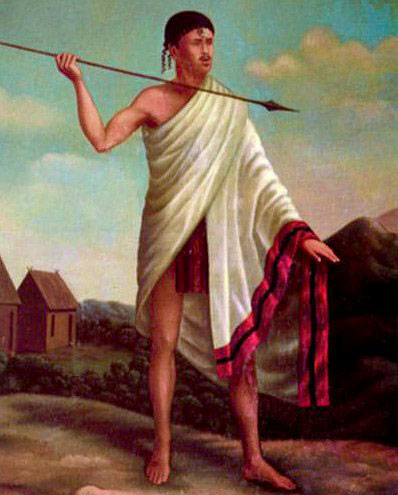
Adrianampoinimerina (1740–1810)

Theo truyền khẩu, nhà nước đầu tiên của người Sakalava được thành lập trên bờ sông Sakalava (một phụ lưu sông Mangoka) vào đầu thế kỷ 17. Thủ đô là Bengi. Người thành lập là vua Andriamisara huyền thoại, có thể là hậu duệ triều đại Maroserana ở phía nam đảo, gốc gác tại Anosi. Cũng có thuyết cho rằng tổ tiên vua là người Ả Rập. Truyền thuyết nói nhờ vào lá bùa thần, Andriamisara có được sức mạnh và đánh thắng anh trai mình.
Kế vị Andriamisara, Andriandahifotsi (mất năm 1685) sử dụng súng ống chiếm được các vùng lãnh thổ phía bắc Manambolo và phía đông Midongs, kết minh Antanandro qua hôn nhân chính trị với Sakoambe. Ông chuyển thủ đô Sakalava đến Maneva. Vương quốc của Andriandahifotsi gọi là Menabe. Andriandahifotsi đưa ra một số thể chế và phong tục, như thờ các tiên vương đã qua đời như thần linh, thông qua cách đặt danh tính bắt đầu bằng Andria và kết thúc bằng -arivo. Ông chia vương quốc thành các thái ấp ban cho hoàng thân trong gia tộc, đặt ra hệ thống tôn ti cho hậu duệ: con trai vợ cả gọi là Volamena (con cháu vàng), còn các con trai vợ lẽ được gọi là Volafotsi (con trai bạc). Sau khi Andriandahifotsi qua đời năm 1685, chiến tranh kế vị nổ ra ở Menabe. Trimanongarivo (mất năm 1718) có được quyền lực và tiếp tục các chính sách của Andriandahifotsi cũng như thiết lập quan hệ giao thương mới với châu Âu.
Thất bại trong chiến tranh kế vị, con trai Andriandahifotsi là Tsimanata hoặc tên thường biết Andriamandisoarivo cùng tùy tùng trốn lên phía bắc. Tại đồng bằng Mananara, ông thành lập nhà nước Boina, rồi chiếm Sandangoatsi, Manandabo và Antalaotes. Thủ đô đặt tại Tongay. Hậu duệ Tsimanata là Andrianamboniarivo (1712–1722) và Andriamahatindriarivo (1722–1742) mở rộng quyền kiểm soát của Sakalava đến bờ biển phía tây của Madagascar. Boina đạt cực thịnh dưới thời trị vì của Tsitavana (sau này gọi là Andrianiveniarivo).
Tranh giành quyền lực ở cả Menabe lẫn Boina khiến chính trị và quân sự người Sakalava bị suy yếu. Những kẻ thua trận buộc phải di cư đến các vùng khác và lập nhà nước riêng. Một số tìm cách trở lại nắm quyền như Tsitavana. Vua Sakalava được được hội đồng gia tộc chọn trong số Volamen. Phụ nữ cũng có quyền lên ngôi, khi đó chồng của nữ vương không có vai trò chính trị gì và thường bị thay đổi. Vua được tôn thờ như một vị thần và hiếm khi xuất hiện trước thần dân.
Các bang Sakalava thống nhất lại thời trị vì của Ravahina (khoảng 1770? –1808). Kết minh với Andrianampoinimerina của Imerina lúc đó yếu hơn Sakalava, Ravahina đàn áp các cuộc nổi dậy. Đổi lại, ông cho phép Imerina trở lại buôn bán với bờ biển phía tây và đảm bảo Sakalava không tiến hành xâm lược. Theo Dumaine viết năm 1792, ngoài người Malagasy, có khoảng 6.000 người Ả Rập và Ấn Độ ở thủ đô Mahajanga của Ravahina làm nghề buôn bán. Các tàu đi biển được đóng tại thủ đô, và hàng năm có hai tàu chở sợi bông và lụa từ Surat đến Mahajanga. Vua có quyền bổ nhiệm người đứng đầu ba khu vực của người Ả Rập trong đô thành.
Sakalava có nghề chăn nuôi và buôn bán gia súc. Nông nghiệp còn sơ khai. Kinh tế phát triển không thuận lợi do đời sống dân cư nghèo đói trên một lãnh thổ rộng lớn, chiến tranh giành ngôi báu liên miên, các địa phương nổi dậy và xã hội đa dạng văn hóa sắc tộc. Điểm yếu của Sakalava là kết hợp các đặc điểm của chế độ quân chủ tuyệt đối coi vua như thần, phong kiến và thương mại.

### Betsimisaraka
Nhiều dân tộc cư ngụ ở bờ biển phía đông Madagascar, đông nhất là Antanusi từ đảo Sainte Marie và Antemaroa từ Vịnh Antongil. Các vấn đề như chiến tranh thường xuyên, điều kiện tự nhiên, hải tặc đánh chiếm, thương gia đột kích bắt nô lệ,... khiến hình thái nhà nước khó xuất hiện trước thế kỷ 18. Tổ chức chính trị xã hội các dân tộc phía đông Madagascar mang tính chất thị tộc. Các thị tộc tự quyết các vấn đề riêng. Còn khi gặp các vấn đề trọng đại, hội đồng trưởng tộc philohani được triệu tập. Phụ nữ nắm quyền quyết định việc giao thương. Hải tặc định cư trong thời gian dài từ đó sinh ra Zana Malata là người lai Mulatto.
Nửa đầu thế kỷ 18, con trai hải tặc Thomas Tew và công nương Malagasy Rahena Ratsimilaho học xong tại Anh trở về Vịnh Antongil. Để chống lại những kẻ buôn bán nô lệ xâm nhập, ông bắt đầu thống nhất các thị tộc. Sau khi đánh bại lãnh chúa Tsikoa của Vịnh Antongil, ông được bầu làm vua và lấy tên là Ramaromanampo (người có nhiều thần dân). Nhà nước của Ratsimilaho được gọi là Betsimisaraka (nhiều dân - không thể tách rời). Ramaromanampo cưới một công nương Sakalava để có được đồng minh Boina vốn mạnh hơn Betsimisaraka. Trong thời trị vì, Ramaromanampo đã chinh phục Tamatave.
Sau khi Ramaromanampo qua đời năm 1750, tranh giành quyền lực nổ ra ở Betsimisaraka, vương quốc bị phân chia giữa các thủ lĩnh thị tộc và Zana Malata. Con trai của Ramaromanampo là Zanahara thất bại khi tìm cách khôi phục Betsimisaraka thống nhất.

### Imerina
Tổ tiên Merina xuất hiện ở Madagascar cuối thế kỷ 14 đầu thế kỷ 15. Họ từ Đông Nam Á đến vịnh Antongil, rồi di chuyển lên cao nguyên trung tâm và chung sống hòa bình với người Vazimba bản địa. Cuối thế kỷ 15 đến đầu thế kỷ 16, dưới thời Andrianapong và Andriamanelo xảy ra xung đột, Merina chiến thắng nhờ sử dụng vũ khí sắt.
Hiện vẫn chưa rõ Merina lập nên một nhà nước mới trên các vùng lãnh thổ bị họ chiếm đoạt hay do kế thừa từ khu vực sẵn có. Lãnh thổ người Merina được định hình trong nửa đầu thế kỷ 17 dưới thời ba vị vua đầu tiên là Andriamanelo (1590-1616), Ralambo (1615-1640) và Andriandazaka (1640-1665). Khi ấy diễn ra các cải cách chính trị dẫn đến sự hình thành nhà nước Imerina. Imerina có vị trí chiến lược quan trọng trong quá trình phát triển. Dân Merina sống ở miền núi trung tâm nên không chịu thiệt hại từ các cuộc chiến tranh duyên hải.
Vua người Merina đầu tiên là Andriamanelo đưa ra tục lệ bắt buộc các hoàng tử phải cắt bì. Ralambo kế vị Andriamanelo đã chia giai cấp quý tộc thành chủng tính: Zafindralambo là hậu duệ vua phải kết hôn nội tộc, ba tầng lớp Andrianteloray được đặc ân phục vụ vua. Nửa sau thế kỷ 17 lại tiếp tục phân chia tầng lớp. Cho đến đầu thế kỷ 18, đã có 7 tầng lớp quý tộc. Ralambo tiến hành thay đổi kinh tế bên cạnh cải cách xã hội. Ông đảm bảo nguồn thu ổn định cho quốc khố bằng cách áp thuế vadin-aina bắt buộc (giá phải trả cho cuộc sống an bình) trên cả nước. Với khoản thu từ thuế, ông duy trì một đội quân thường trực. Vua kế tiếp là Andriandazaka tập trung vào cải cách tôn giáo và hệ tư tưởng, nhờ đó củng cố quyền lực của tầng lớp thống trị trong xã hội.
Cuối thế kỷ 17, Andriamasinavaluna (? –1710) lên nắm quyền Imerina. Vào triều đại Andriamasinavaluna, Imerina có diện tích 150 km² và số dân vài nghìn, cũng như không có liên hệ với các hải cảng trên bờ biển Madagascar. Andriamasinavaluna thống nhất được người Merina. Vua tập trung phát triển nông nghiệp (thủy lợi và trồng lúa, chăn nuôi gia súc), thủ công nghiệp (sắt) và thương mại đường dài, cùng hình thức thuế quan đảm bảo nguồn thu cũng như lượng vũ khí cho vương quốc. Đến cuối đời, Andriamasinavaluna chia Imerina cho các con mình.
Xã hội Imerina thế kỷ 18 càng phân cấp mạnh. Vua đứng ở đỉnh của phân tầng xã hội, nắm giữ đất đai lãnh thổ và giao cho thần dân. Hệ thống quyền lực được cha truyền con nối. Tiếp theo là Tampontan, chủ đất hậu duệ của các lãnh chúa, nguồn gốc những người định cư đầu tiên. Tiếp theo là dân tự do gọi là huva, gồm thương gia và nông dân. Nông dân có nghĩa vụ canh tác và nộp hoa lợi cho chủ đất. Nô lệ gọi là andevu ở dưới cùng xã hội.
Nửa cuối thế kỷ 18, Ambuhimangi do Rambusalam (1740–1810) giữ vị trí đứng đầu trong số các bang Imerina riêng lẻ. Năm 1787, Rambusalama bắt đầu quá trình thống nhất Imerina. Ông củng cố các làng biên giới và cải tổ quân đội trang bị vũ khí mua về từ châu Âu. Năm 1794, vua bắt Antananariva và tự xưng là vua Imerina Adrianampoinimerina. Trong những năm tiếp theo, ông chinh phục vùng đất của dân Sihanaka, Betsileu và Boina. Adrianampoinimerina cải cách nội bộ nhằm tập trung hóa nhà nước. Ông chia Imerina thành sáu tỉnh mới khác với lúc trước, đồng thời hạn chế quyền lực của tầng lớp quý tộc, xử lý tư pháp. Trong lĩnh vực kinh tế, Adrianampoinimerina thu thuế thành công, cống phẩm và nghĩa vụ, hỗ trợ thương mại, nông nghiệp và xây dựng đường xá.

## Madagascar thống nhất

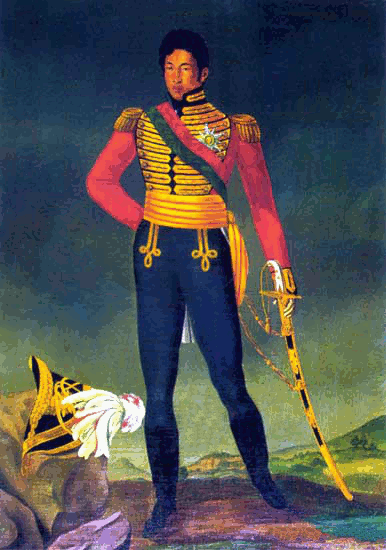
Radama I (1793-1828)

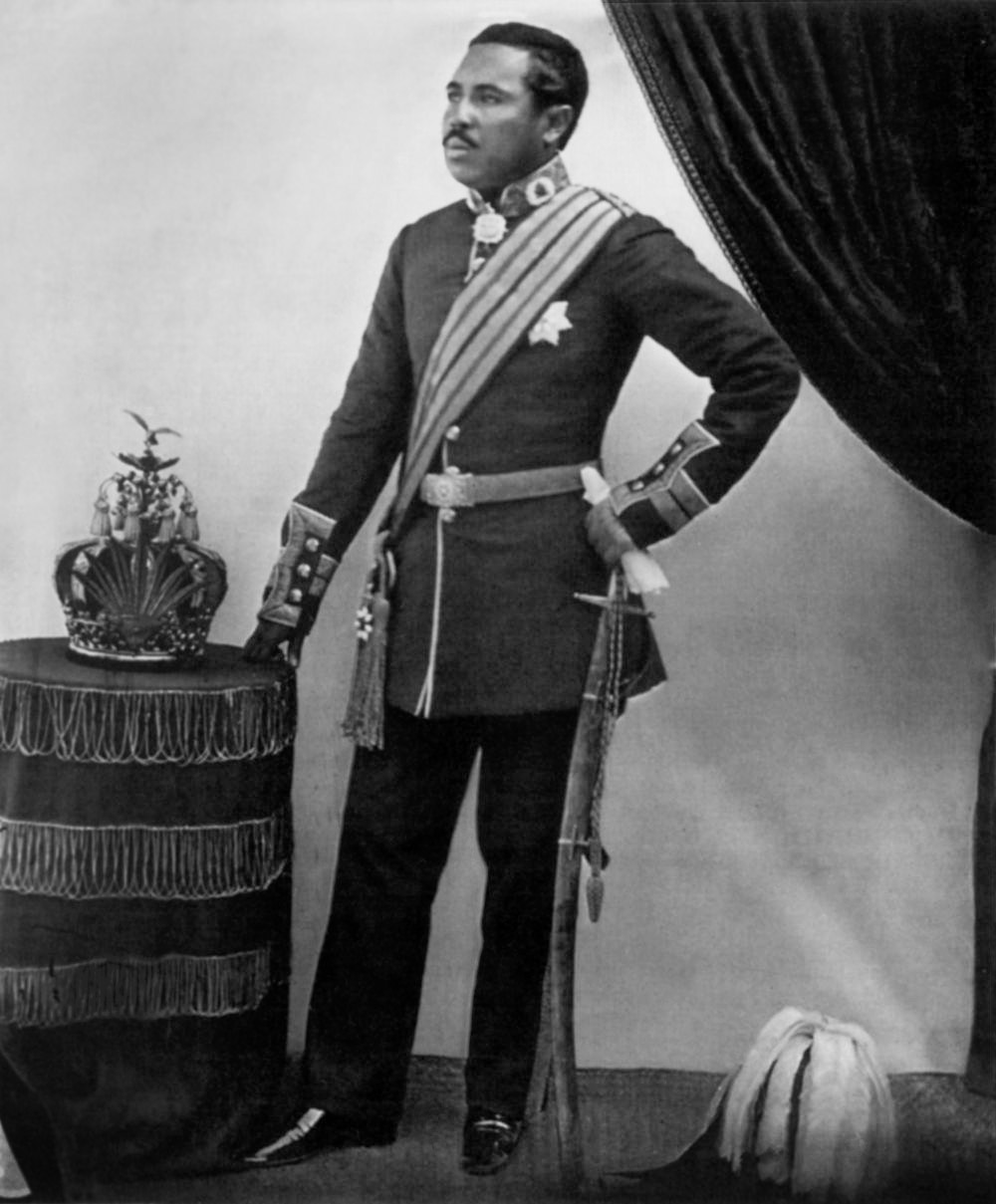
Radama II (1829-1863)

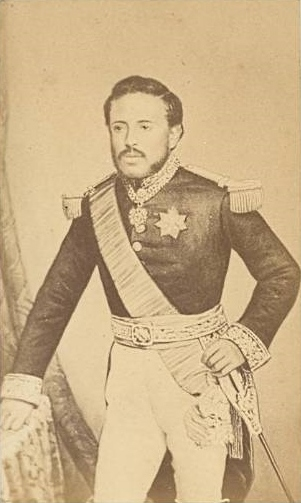
Rainilaiarivona (1828-1896)

Nhà nước đạt đến đỉnh cao vào thế kỷ 19, khi người Merina thâu tóm gần như toàn bộ hòn đảo. Radama I (1810–1828) kế vị Adrianampoinimerina đã ngay lập tức chinh phục người Betsileo, rồi chiếm Sakalava. Anh ủng hộ việc mở rộng lãnh thổ của Radama I để tạo ra một quốc gia mạnh ở Madagascar nhằm làm suy yếu ảnh hưởng của Pháp. Được Anh trợ giúp, Radama I hiện đại hóa quân đội. Năm 1817, ông chiếm phần đông nam đảo đến tận Tolanaro (Pháo đài Dauphine). Năm 1824, Anh ủng hộ Imerina đánh chiếm Betsimisaraka. Song song với việc chinh phạt, cải cách hành chính cũng giúp củng cố kiểm soát quyền lực trên xã hội đa sắc tộc, như đặt ra phokonolon (hội đồng làng xã). Radama I đặt ra luật lệ để giúp các tầng lớp nghèo khổ có thể nâng cao mức sống, ông ký thỏa thuận với Anh bãi bỏ việc buôn bán nô lệ. Để hạn chế ảnh hưởng của tầng lớp quý tộc, giới lãnh đạo cũng là thầy tư tế của tôn giáo bản địa, Radama I cải đạo sang Cơ Đốc giáo và cho phép Hội Truyền giáo Phúc Âm Luân Đôn thành lập trường học và nhà thờ. Giáo dục được thực hiện bằng tiếng bản địa, sử dụng chữ viết. Năm 1828, vài nghìn người chủ yếu là dân Merina được gửi đến Anh du học. Trên đảo thành lập được nhà in riêng.
Sau khi Radama I qua đời năm 1828, vợ là Ranavalona I lên nắm quyền, bà xử lý một cách tàn bạo bất cứ ai giành ngôi báu. Vào thời Ranavalona I, năm 1833 xuất hiện phong trào tôn giáo ly khai và càng lúc mở rộng. Phong trào tôn giáo cổ động cho bái vật giáo, đặc trưng cho sự chống đối người châu Âu. Tùy thuộc vào bối cảnh mà các yếu tố văn hóa châu Âu chọn lọc được chấp nhận hoặc khước từ hoàn toàn. Ranavalona I ra chính sách nhằm hạn chế ảnh hưởng chính trị và kinh tế của châu Âu vào Madagascar, bãi bỏ quy định do chồng mình đặt ra trước đó. Bà cấm giáo sĩ lên đảo và bắt bớ Kitô hữu. Ước tính có khoảng 150.000 người bị hành quyết trong thời Ranavalona I.
Năm 1838, Ranavalona I áp đặt hạn chế thương mại với người Anh chỉ được phép giao dịch tại các cảng chỉ định trước dưới sự kiểm soát hoàn toàn của quan chức Madagascar. Đáp lại, Anh cùng Pháp bắn phá cảng Tamatawa. Phải đến năm 1853 cảng mới mở cửa trở lại. Với việc Pháp nhúng tay can thiệp, Jean Laborde bắt đầu sản xuất vũ khí, vật liệu xây dựng và vải ở Mantasoa gần Antananarivo.
Kế vị Ranavalona I, Radama II (1861–1863) chuyển hướng bắt tay với châu Âu và liên hệ với các nước phương Tây. Radama II tái ký kết hiệp ước thương mại bị hủy bỏ dưới thời Ranavalona I và cho giáo sĩ Công giáo Pháp trở lại. Radama II chỉ ở ngôi được hai năm thì bị giết do một nhóm quý tộc lo ngại về chính sách thân Pháp và sợ mất đặc quyền. Vợ ông là Rasoherina (1863–1868) lên ngôi, phá vỡ thỏa thuận với Pháp và cấm Laborde hoạt động, chuyển hướng chính trị sang thân Anh.
Sau khi Rasoherina qua đời, Ranavalona II lên thay trong giai đoạn 1868–1883. Quyền lực thực sự nằm trong tay người chồng thứ hai của nữ vương là Thủ tướng Rainilaiarivona. Ông đặt ra chính sách ngăn chặn các cường quốc châu Âu sáp nhập hòn đảo cũng như tiến trình thực dân hóa. Thủ tướng cố gắng tập trung hóa cơ quan hành chính nhà nước và tư pháp. Một đội ngũ quan chức được bổ nhiệm để kiểm soát những lãnh đạo gia tộc bộ lạc và lãnh chúa địa phương. Bộ máy giám sát hầu hết là từ quân đội chuyển sang đi về từng làng mạc.
Dưới thời thủ tướng Rainilaiarivona, đa phu thê bị cấm. Năm 1877, Madagascar bãi bỏ chế độ nô lệ. Chính phủ dành ngân quỹ để trả tự do cho một số loại nô lệ, hạn chế buôn bán và cấm dùng nô lệ để gán nợ. Năm 1881, mười bộ được thành lập để kiểm soát hành chính và kinh tế. Thay cho nô lệ là chế độ làm thuê, chính phủ ủng hộ việc thành lập doanh nghiệp. Rainilaiarivona tìm cách củng cố quân đội. Tuy nhiên, cải cách mới đòi hỏi tăng thuế lên cao, nên dân chúng cũng không vui vẻ ủng hộ. Năm 1869, nữ vương và thủ tướng theo đạo Tin lành và nâng lên quốc giáo. Việc này nhằm kết thân với Anh và hạn chế Pháp chống lại Madagascar. Tuy nhiên, kết quả lại là gia tăng quan hệ với người Pháp trên đảo. Dù vậy cuộc chiến 1883–1885 kết thúc với việc Pháp thành lập chính quyền bảo hộ trên toàn bộ đảo.
Sau khi Ranavalona II qua đời năm 1883, Thủ tướng kết hôn với người kế vị là Ranavalona III (1883–1897) - nữ vương cuối cùng của Madagascar. Ông duy trì đường hướng chính trị chống Pháp làm bùng nổ xung đột trong trong hai thập kỷ cuối thế kỷ 19.
Cuối thế kỷ 19 ghi dấu chế độ sở hữu đất đai trở nên rõ ràng. Menabe là đất riêng, hoàn toàn thuộc về vua hay nữ vương. Vodivon là lãnh chúa có phần đất riêng. Đất đai còn lại thuộc về những nhóm phokonolona cùng nhau canh tác. Thành viên phokonolona có thể được thừa kế, hoặc bán phần của mình cho người khác trong nhóm với sự chấp thuận của cả nhóm. Người nông dân được hưởng hoa lợi hetra (ruộng lúa) từ phokonolona. Các nhóm kiêm quản lý luôn đồng cỏ và đất rừng.

## Xứ Pháp bảo hộ
Dù có thêm nhiều đặc quyền trong thế kỷ 19, Pháp vẫn cố gắng chiếm toàn bộ đảo. Nửa sau thế kỷ 19, công nghiệp và thủ công nghiệp phát triển ở Madagascar. Những công xưởng đầu tiên đã xuất hiện, cùng với việc tổ chức các ngành công nghiệp khai thác. Cố gắng chiếm đảo thành thuộc địa, Pháp gây chiến với Madagascar trong những năm 1883–1885. Hạm đội Pháp bắn phá cảng và phong tỏa để cô lập đảo khỏi thế giới bên ngoài.
Trường hợp Madagascar được đề cập trong hội nghị Berlin năm 1885 theo sáng kiến phân chia ảnh hưởng ở châu Phi của Otto von Bismarck. Theo đó, hòn đảo nằm trong vùng ảnh hưởng của Pháp. Ranavalona III buộc phải ký thỏa thuận với Pháp, biến Madagascar thành một xứ bảo hộ, Pháp nắm quyền đối ngoại của đảo. Ranavalona III phải chịu mất Diego Suarez cùng bồi thường chiến phí. Theo hiệp ước, Pháp bố trí quân nhiều nơi trên đảo. Ngày 5 tháng 9 năm 1890, Anh Pháp ký kết hiệp định. Anh chấp nhận Pháp bảo hộ Madagascar, còn Pháp xác nhận Anh có quyền trên Zanzibar. Ngày 18 tháng 11 năm 1890, Đức cũng đồng ý Pháp bảo hộ Madagascar để đổi lấy việc được công nhận quyền lực tại Đông Phi thuộc Đức.
Nhân dân Madagascar đứng lên phản ứng lại sự cai trị của Pháp, khởi nghĩa vũ trang nổ ra đầu tiên ở miền nam, rồi lan rộng ra hầu khắp cả nước. Năm 1890, Pháp gửi tối hậu thư nhưng người Malagasy không chịu từ bỏ độc lập. Năm 1895, 15.000 quân Pháp đổ bộ và chiếm Tananariva, thủ tướng Rainilaiarivona bị trục xuất đến Algiers. Năm 1896, chính phủ Pháp thông qua luật sáp nhập Madagascar. Tướng Joseph Galleni dẫn quân đến đảo để đàn áp nổi dậy và áp đặt luật này. Khởi nghĩa bị dập tắt. Năm 1897, nữ vương Ranavalla III bị ép ký thoái vị và bị trục xuất. Pháp đặt chế độ khủng bố đẫm máu trên đảo. Galleni đưa ra chính sách chia rẽ các lãnh chúa địa phương và kích động đấu tranh sắc tộc. Năm 1904, Madagascar hoàn toàn nằm dưới quyền quân đội Pháp.

## Thuộc địa Pháp

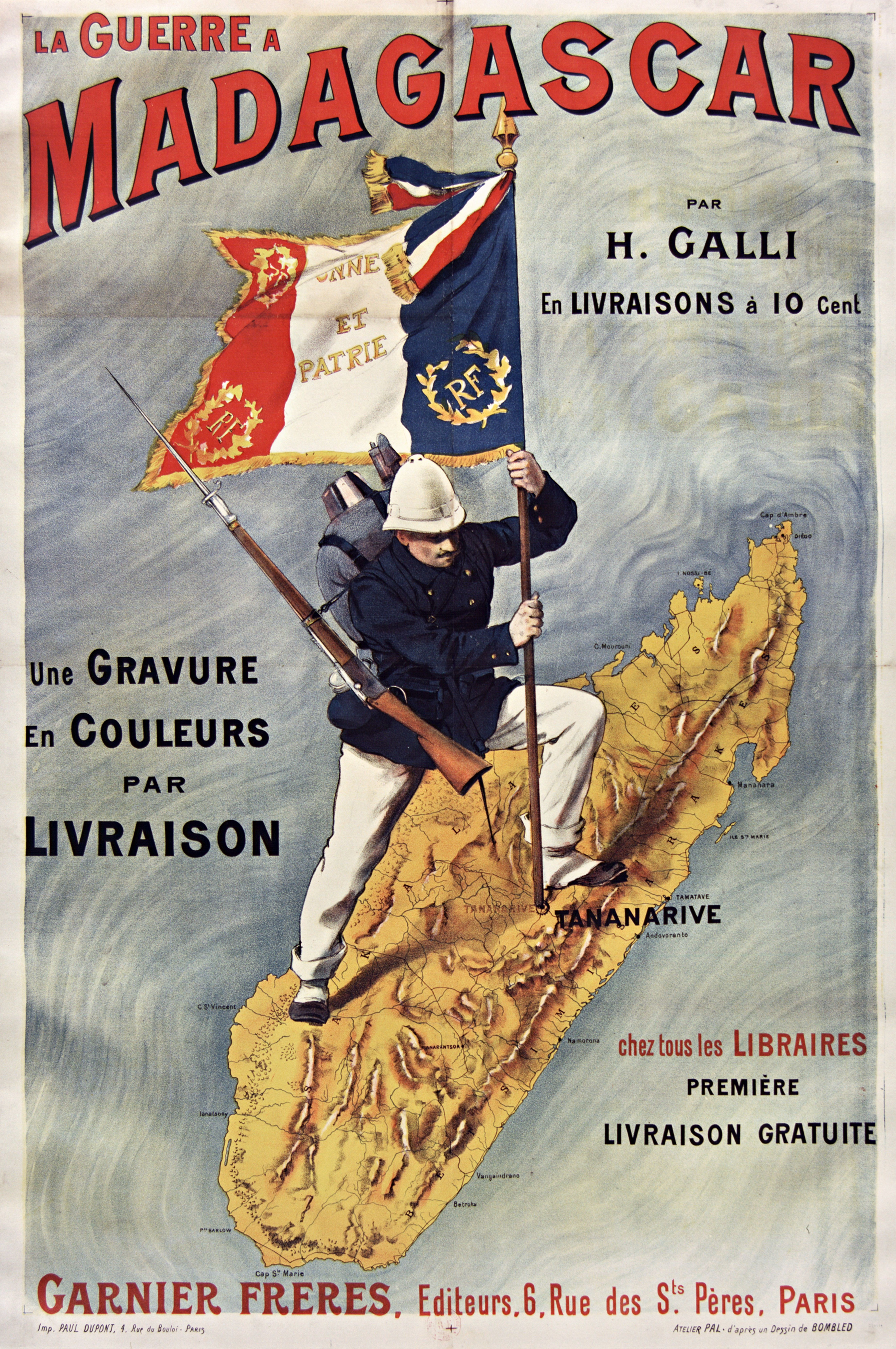
Áp phích thuộc địa Pháp (1895)

Sau khi nắm quyền, Pháp bắt đầu cai trị trực tiếp. Chính quyền Pháp thay đổi hành chính, luật lệ cho phù hợp thể chế địa phương và áp đặt lên người Malagasy.
Dân Madagascar nằm dưới luật pháp Pháp, có tự do và quyền cá nhân nhưng không có quyền công dân và chính trị. Họ chỉ có được quyền công dân nếu biết tiếng Pháp, lập công trạng với nước Pháp hoặc kết hôn với công dân Pháp. Các hành vi không phù hợp với đạo đức châu Âu đều bị cấm, ví dụ như các luật tục thử tội dã man.
Trên văn bản, tên gọi các cơ quan và đơn vị hành chính năm 1896 vẫn được giữ nguyên. Hòn đảo được coi là một liên bang do một viên toàn quyền đứng đầu, trực thuộc Bộ trưởng Bộ các vấn đề thuộc địa. Dưới toàn quyền là thống đốc các thuộc địa. Tỉnh (cercles) và các đơn vị hành chính bên dưới phụ trách trật tự công cộng, tư pháp, kinh tế và thị trường lao động. Các vị trí lãnh đạo tại thành phố và các hạt đều do người Pháp đảm nhiệm. Chính quyền thành thị bao gồm cả thực dân và người bản xứ. Mpiadydy (trưởng làng) được mpikarakar (thư ký) hỗ trợ nắm quyền trực tiếp tại fokontana (xã). Thấp nhất là phokonolona (nhóm) do bộ lạc quản lý.
Pháp củng cố ảnh hưởng chính trị và kinh tế dẫn đến sự thực dân hóa hòn đảo. Tài sản phong kiến bị xóa bỏ, cơ chế vương quốc và ngôi báu bị bãi bỏ, thay vào đó là thiết lập quyền sở hữu cá nhân. Một phần diện tích bị tách khỏi đất đai nhà nước, chuyển thành nhượng địa cho Pháp. Đất canh tác được dồn lại thành đồn điền cà phê. Theo Đạo luật Lao động Cưỡng bức, người lao động phải làm việc 50 ngày, 9 giờ một ngày. Trong những năm 1905–1919, chính phủ Pháp thực hiện chính sách tăng cường quan hệ giữa thuộc địa và chính quốc. Kết quả là khoảng 45.000 người Malagasy đứng trong quân đội Pháp tham gia Chiến tranh thế giới thứ nhất.
Sau khi sáp nhập ở Madagascar, hoạt động giáo dục của các hiệp hội truyền giáo Công Giáo và Tin Lành bị giảm sút. Chính phủ Pháp giới thiệu giáo dục tiểu học thế tục. Trẻ em sống trong vùng cách trường ba dặm đổ lại bắt buộc phải đi học. Trường huyện và dạy nghề cũng được thành lập. Trường đại học y khoa đầu tiên Le Myre de Villiers được mở ra ở Antananarivo.
Đầu thế kỷ 20, phong trào dân tộc và đấu tranh giành độc lập ra đời ở Madagascar. Năm 1913 (hay 1912), nhóm trí thức Merina do Mục sư Ravelojoan đứng đầu đã khởi xướng thành lập tổ chức quốc gia bí mật Liên minh dân tộc Malagasy (Vy Vato Sakelika - VVS), theo mô hình hiện đại hóa của Nhật Bản. VVS đặt trụ sở chính tại Antananarivo. Năm 1915, Liên minh bị cấm hoạt động và các nhà lãnh đạo bị bắt. Nhưng những hoạt động của VVS đã góp phần cho Madagascar có đại diện trong chính phủ Pháp.
Những người Malagasy chiến đấu tại châu Âu trong những năm 1914–1918 có cơ hội tìm hiểu thêm về các luồng tư tưởng chính trị. Các cựu chiến binh trở về Madagascar góp phần làm cho phong trào dân tộc chủ nghĩa hồi sinh. Họ yêu cầu quyền công dân và quyền chính trị được bình đẳng với người Pháp cũng như thừa nhận việc Madagascar đã đứng về phía Pháp tham chiến. Năm 1924, những phái đoàn kinh tế được thành lập để đại diện cho các tỉnh Malagasy, gồm đại diện của dân Pháp định cư và 24 người Malagasy do một hội đồng bầu chọn. Tuy vậy, họ không có thực quyền ra quyết định các vấn đề kinh tế.
Năm 1922, Jean Ralaimongo là một cựu nô lệ, giáo viên và lính đánh thuê cho Pháp trong Chiến tranh thế giới thứ nhất đã trở về Madagascar. Khi ở Paris, Ralaimongo có mối quan hệ với phe cánh tả. Trên đảo, ông mở tạp chí tiếng Pháp L'Opinion mô tả người thuộc địa bị ngược đãi. Ralaimongo truyền bá ý tưởng đồng hóa với Pháp để Madagascar trở thành một tỉnh của Pháp. Năm 1929, theo sáng kiến của ông, một cuộc biểu tình được tổ chức trước dinh toàn quyền. Ravohanga là cựu thành viên VVS cũng tham gia. Biểu tình bị đàn áp và những người lãnh đạo bị bắt. Phong trào do Ralaimongo khởi xướng dần biến thành chủ nghĩa dân tộc Malagasy với các tạp chí La Partie Malgache và La Nation Malgache.
Trong Giai đoạn giữa hai cuộc chiến tranh, dân số Ba Lan quá đông đã nộp đơn cư trú sang Pháp. Phe dân tộc cực hữu đưa ra khẩu hiệu "Người Do Thái đến Madagascar”. Người Ba Lan gốc Do Thái không chỉ tìm cách định cư trên các lãnh thổ hải ngoại của Pháp mà còn ý đồ thành lập những cộng đồng tuân thủ theo luật Moses. Năm 1937, Mieczysław Lepecki dẫn đầu đoàn nghiên cứu tìm hiểu hiện trạng khả năng định cư trên đảo. Làng Ankanazina trên núi được chọn làm nơi xây dựng khu định cư. Tác giả Arkady Fiedler viết Jutro na Madagaskar! (Ngày mai tới Madascar) (1939) để cổ vũ người Ba Lan di cư. Ý tưởng biến Madagascar thành nơi đồng cai trị của Pháp-Ba Lan tan vỡ khi chiến tranh thế giới thứ hai bùng nổ.

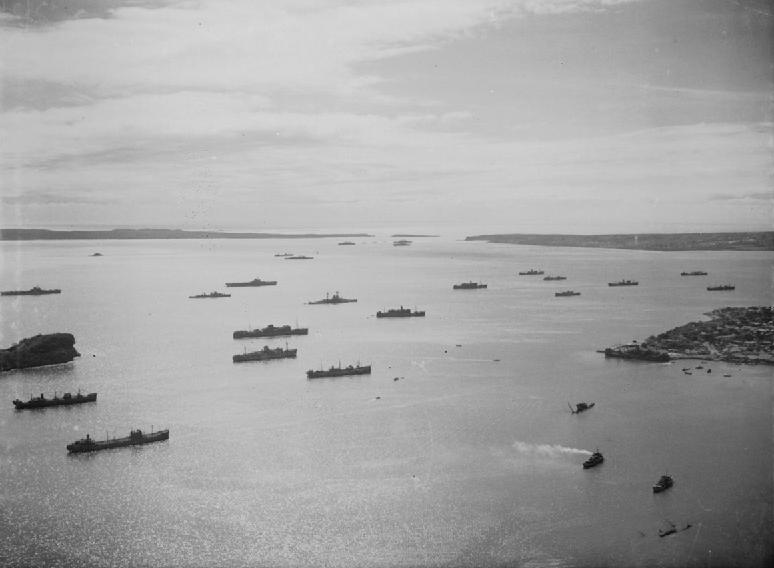
Hạm đội Anh tại cảng Diégo Suarez (tháng 5 năm 1942)

Trong Chiến tranh thế giới thứ hai, toàn quyền Madagascar đứng về phe Vichy, hợp tác với Đức và Nhật. Trước tình hình đó, tướng Charles de Gaulle đứng đầu Nước Pháp Tự do phối hợp với Anh lên kế hoạch đánh chiếm hòn đảo nhằm ngăn chặn quân Nhật bành trướng Ấn Độ Dương và giải quyết việc tiếp vận hàng hải giữa Anh với Ấn Độ và Úc. Theo kế hoạch, các tàu Anh đóng tại Durban sẽ đổ bộ Madagascar. Năm 1942, Nhật Bản thực hiện một số cuộc đột kích ở Ấn Độ Dương, khiến Đồng minh nhanh chóng thông qua Chiến dịch Ironclad, trong đó có việc đổ bộ lên đảo trong vòng sáu tuần.
Ngày 5 tháng 5 năm 1942 bắt đầu trận chiến giành Madagascar. Bộ binh Anh đổ bộ gần các cảng Diégo Suarez và Arrachart là nơi có căn cứ không quân Pháp. Sau ba ngày, quân Pháp kháng cự thất thủ. Ngày 22 tháng 6 năm 1942, Tập đoàn quân Đông Phi 22 đổ bộ lên bãi biển. Vài tuần sau, Lữ đoàn cơ giới Nam Phi số 7 và Lữ đoàn bộ binh Rhodesia 27 đến nơi.
Đồng thời, chiến sự trên biển vẫn tiếp tục diễn ra. Hai tàu ngầm Pháp bị chìm, một chiếc bị hỏng nặng trước hạm đội đối phương. Cuối tháng 5 đầu tháng 6, bốn tàu ngầm Nhật cùng một số tàu ngầm nhỏ cũng hoạt động gần hòn đảo này. Chúng đánh hỏng thiết giáp hạm HMS Ramillies và đánh chìm một tàu chở dầu. Tuy nhiên, các hoạt động tiếp theo không đạt kết quả như mong đợi nên quân Nhật rời khỏi vùng biển Madagascar chỉ sau vài ngày.
Ngày 10 tháng 9 năm 1942 bắt đầu giai đoạn hai chiến dịch. Lực lượng Đồng minh đổ bộ vào phía tây nam đảo, chiếm thành phố cảng Mahajanga. Tám ngày sau, họ chiếm Tamatave. Cuối tháng 9, quân Đồng minh chiếm được thủ phủ cùng thành phố Ambalavao. Đến cuối tháng, họ chiếm thành phố Toliara và Pháo đài Daulphin ở phía tây nam. Ngày 5 tháng 11 năm 1942, lực lượng quân Pháp còn lại ra hàng sau khi phản công bất thành tại Ilhosa ở phía nam đảo.

## Lãnh thổ hải ngoại của Pháp
Chiến tranh góp phần vào quá trình công nghiệp hóa một số thuộc địa châu Âu ở phía nam sa mạc Sahara. Xã hội xuất hiện các giai tầng mới, giai cấp tư sản và vô sản trở thành lực lượng chủ yếu trong đấu tranh giành độc lập. Mùa thu năm 1945, người Malagasy và dân Pháp định cư trên đảo đã bầu hai đại diện là Joseph Raseta và Joseph Ravoahanga vào Quốc hội Lập hiến của Đệ Tứ Cộng hòa Pháp. Họ ủng hộ ý tưởng về quyền tự quyết như bảo đảm trong Hiến chương Đại Tây Dương năm 1941 và tái xác nhận tại hội nghị Brazzaville ở Congo năm 1944. Tại Paris, Raseta và Ravoahanga cùng nhà văn Malagasy Jacques Rabemananjara thành lập đảng Phong trào Đổi mới Dân chủ Malagasy (Mouvement Démocratique de la Rénovation Malgache -  MDRM), thống nhất được một số đảng phái chính trị nhỏ hơn trên đảo vào năm 1946. Trong thời gian ngắn, MDRM đã có khoảng ba trăm nghìn thành viên. Trên chính trường, đối thủ của MDRM là Đảng hậu duệ Madagascar (Parti des Déshérités Malgaches) là con cháu những nô lệ duyên hải và cao nguyên trung tâm.
Ngày 27 tháng 10 năm 1946, Đệ Tứ Cộng hòa Pháp thông qua hiến pháp, biến Madagascar từ thuộc địa thành một lãnh thổ hải ngoại trong Liên hiệp Pháp. Hiến pháp đảm bảo các quyền bình đẳng chính trị của tất cả các lãnh thổ dưới sự kiểm soát của Pháp và quyền công dân cho tất cả cư dân. Madagascar được chia thành các tỉnh do chính quyền địa phương quản lý. Quốc hội có trụ sở tại Anatananarivo gồm những đại diện của tỉnh. Trong cuộc bầu cử đầu tiên, ngoại trừ tỉnh Mahajanga, đa số ghế đều thuộc về đảng MDRM.
Bất chấp thay đổi chính trị, tình hình Madagascar vẫn bất ổn. Cuộc khủng hoảng kinh tế và xã hội ngày càng sâu sắc, do tình trạng thiếu lương thực, các vụ bê bối, lao động cưỡng bức và căng thẳng sắc tộc, tạo ra bất mãn trong xã hội. Ngày 29 tháng 3 năm 1947, những người theo chủ nghĩa dân tộc của MDRM đã châm ngòi một cuộc nổi dậy (dù các lãnh đạo đảng không tham gia) bùng phát trên một phần ba hòn đảo. Chỉ khi có quân tiếp viện, Pháp mới có thể khôi phục trật tự. Số lượng nạn nhân ước đoán khác nhau: từ 60 đến 80 nghìn người. Báo cáo của Pháp sau vụ việc là 11 nghìn nạn nhân, trong đó 180 người không phải là dân Malagasy. Những người tham gia bị kết án từ án tù ngắn hạn cho đến tử hình, ước tính có khoảng từ năm đến sáu nghìn bản án. Hai mươi thủ lĩnh bị kết án.
Năm 1956, chính phủ Pháp ban hành luật tổng tuyển cử, qua đó xóa bỏ rào cản chính trị giữa Merina và côtier (dân duyên hải), giúp côtier nâng cao vị thế chính trị. Cuối thập niên 1950, mối quan hệ Madagascar với Pháp càng ngày càng căng thẳng. Hai đảng mới được thành lập. Đảng Dân chủ Xã hội Madagascar  (Parti Social Démocrate de Madagascar - PSD) của Philibert Tsiranana ủng hộ quyền tự trị trong Liên hiệp Pháp. Trong thời gian ngắn, các đảng nhỏ hơn của côtier đã thống nhất trong PSD. Trung tâm chính của PSD là thành phố Mahajanga, đối lập với MDRM. Đảng thứ hai mới thành lập là Đảng Quốc hội tự do Madgascar (Antokon'ny Kongresy Fanafahana an'i Madagasikara - AKFM), do Richard Andriamanjato người gốc Merina lãnh đạo. AKFM chủ trương quốc hữu hóa công nghiệp, tập thể hóa, rời khỏi Liên hiệp Pháp và bài bác ngôn ngữ, phong tục và văn hóa Pháp để ủng hộ truyền thống Malagasy.
Ngày 4 tháng 10 năm 1958, Đệ Ngũ Cộng hòa Pháp thông qua hiến pháp. Theo đó, Cộng đồng Pháp được thành lập, tiếp quản lãnh thổ của đế quốc thực dân Pháp trước đây. Cộng đồng có quyền đưa quyết định về chính sách đối ngoại, quốc phòng, tài chính, kinh tế, tư pháp, giáo dục đại học, giao thông vận tải, bưu chính và điện báo.
Ý tưởng ban đầu của Cộng đồng Pháp là chuyển đổi các thuộc địa cũ thành nước cộng hòa tự trị và tăng cường mối quan hệ chính trị, kinh tế giữa các nước này với chính quốc. Ngày 28 tháng 9 năm 1958, Madagascar tổ chức trưng cầu dân ý để xác định tương lai đất nước. Ngày 14 tháng 10 năm 1958, Cộng hòa Malagasy tự trị trở thành một phần của Cộng đồng Pháp trên cơ sở kết quả trưng cầu dân ý. Ngày 27 tháng 4 năm 1959 bầu ra tổng thống đầu tiên là Philibert Tsiranana của đảng PSD.

## Madagascar độc lập

### Đệ Nhất cộng hòa

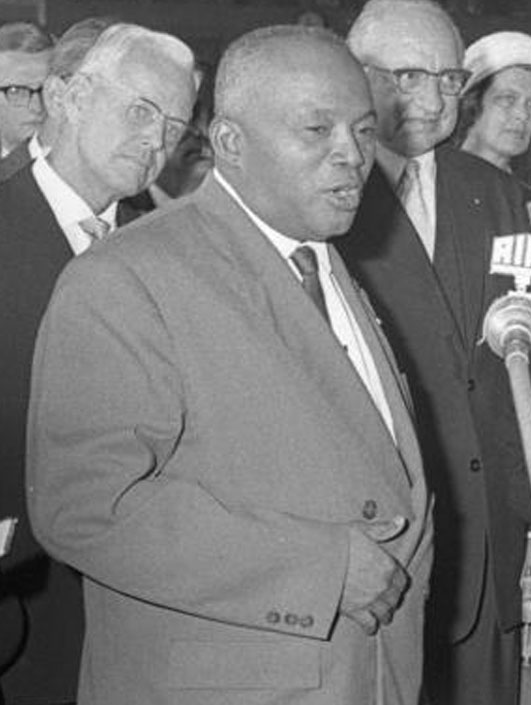
Tổng thống Madagascar đầu tiên Philibert Tsiranana (1912–1978)

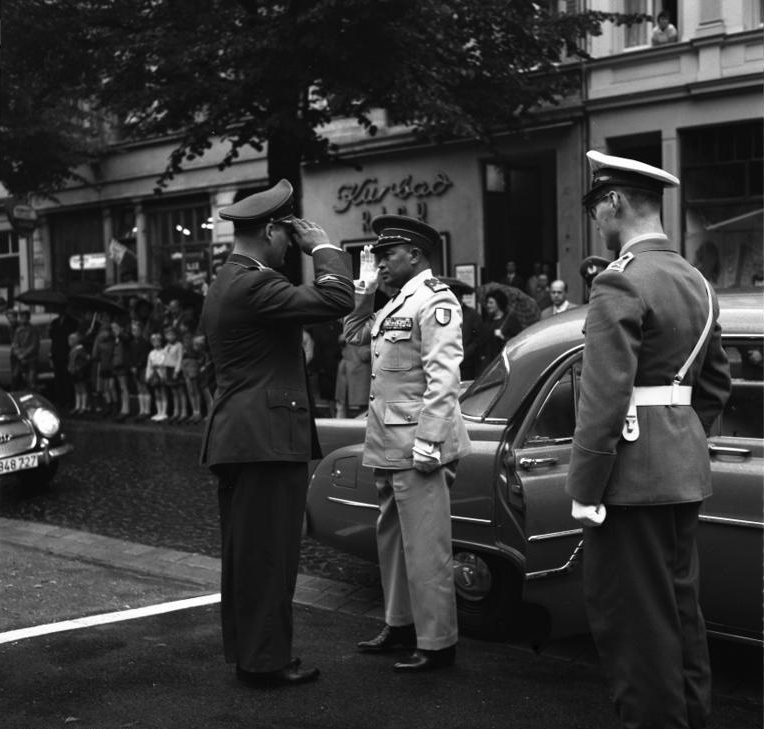
Gabriel Ramanantsoa (1961)

Ngày 24 tháng 6 năm 1960, Hiến pháp sửa đổi của Đệ Ngũ Cộng hòa Pháp cho phép thành viên có vị thế độc lập trong Cộng đồng Pháp. Ngày 26 tháng 6 năm 1960, Madagascar được trao trả độc lập, thuộc Cộng đồng Pháp, kèm 14 hiệp định chỉnh sửa về quan hệ Pháp-Madagascar.
Ngày 20 tháng 6 năm 1960, Madagascar gia nhập Liên hợp quốc cùng với 16 nước châu Phi khác tuyên bố độc lập vào Năm châu Phi. Tháng 12 năm 1960, Madagascar tham gia Nhóm Brazzaville là liên kết giữa Cộng đồng Pháp với các nước châu Phi khác gồm Thượng Volta, Niger, Bénin, Togo, Bờ Biển Ngà và Cameroon. Một năm sau, tại hội nghị Yaoundé, nhóm Brazzaville đã thành lập Tổ chức Hợp tác Kinh tế Phi-Malagasy OAMCE (Organization Africaine et Malgache de Coopération Economique), nhằm chuẩn bị nền tảng cho việc hình thành một thị trường chung châu Phi.
Đặc trưng thời đầu Tsiranana cầm quyền là sự hợp tác giữa MDRM và AKFM. Tổng thống cũng nỗ lực duy trì và thắt chặt các mối quan hệ chính trị và kinh tế với Pháp và các nước phương Tây. Ông xây dựng quyền lực của mình dựa trên sự ủng hộ của côtier, bỏ qua tầng lớp thanh niên và trung lưu Merina.
Đầu thập niên 1970, các phong trào chính trị mới xuất hiện. Tháng 4 năm 1971, Phong trào Độc lập Quốc gia Madagascar (Mouvement pour l'Indépendance National de Madagascar - Monima) ra đời theo sáng kiến của Monja Jaona là người từng tham gia nổi dậy năm 1947. Năm 1971, Monima dẫn dắt nông dân nổi dậy ở tỉnh Toliara là nơi bị dịch bệnh gia súc ảnh hưởng mạnh. Chính phủ đáng lẽ phải miễn thuế lại tiếp tục đánh thuế. Phiến quân trông đợi Trung Quốc hỗ trợ quân sự nhưng không thành. Cuộc nổi dậy thất bại và các lãnh đạo gồm cả Monja Jaona bị trục xuất đến đảo Nosy Lava. Có đến một nghìn người chết trong cuộc nổi dậy. Monima bị cấm hoạt động.
Thứ nhì là giới sinh viên chống đối chính quyền ở Antananarivo vào năm 1972. Nguyên nhân là sự bất mãn với việc chính quyền buông lỏng văn hóa, giáo dục. Các thỏa thuận hợp tác văn hóa với Pháp không được tiếp tục, đồng thời việc vào trường đại học là rất khó khăn với con em hộ nghèo. Phong trào bãi khóa biểu tình của sinh viên vang dội khắp các tỉnh. Các quan chức, công nhân, nông dân và những người thất nghiệp cũng tham gia. Những người biểu tình bao vây tòa thị chính và các văn phòng báo chí tiếng Pháp. Ngày 12–13 tháng 5 năm 1972, chính phủ quyết định huy động Lực lượng An ninh Cộng hòa (Force Républicaine de Sécurité - FRS) đàn áp. Ngày 13 tháng 5, FRS xả súng vào đoàn biểu tình khiến từ 15 đến 40 người thiệt mạng và khoảng 150 người bị thương. Các thủ lĩnh bị bắt và đày đến Nosy Lava. Biểu tình bị cấm. Tsiranana tuyên bố thiết quân luật.

### Chế độ quân quản 1972–1975
Ngày 18 tháng 5, chính phủ Tsiranana từ chức. Quân đội dưới sự chỉ huy của tướng Gabriel Ramanantsoa tiếp quản quyền lực, phe đối lập và những người biểu tình đều chấp nhận. Tsinaranana vẫn giữ ghế cho đến ngày 11 tháng 10 năm 1972 thì không chịu nổi áp lực dư luận đành từ chức và bàn giao chức vụ lại cho Ramanantsoa.
Chế độ quân quản Ramanantsoa không giải quyết được các vấn đề kinh tế. Thêm vào đó là mâu thuẫn sắc tộc trong quân đội. Ngày 31 tháng 12 năm 1974, một số sĩ quan côtier thực hiện đảo chính. Ngày 5 tháng 2 năm 1975, Ramanantsoa bàn giao lại cho đại tá Richard Ratsimandrava. Ngày 11 tháng 2, Ratsimadrava bị ám sát. Trước tình hình nội chiến có thể bùng nổ, Quân đội Quốc gia nắm chính quyền trong nước, tiến hành kiểm duyệt và đình chỉ hoạt động tất cả các đảng phái chính trị.
Ngày 15 tháng 6 năm 1975, Didier Ratsiraka - một người Betsimisaraka, được bổ nhiệm nắm quyền chủ tịch cơ quan quyền lực nhà nước mới được thành lập - Hội đồng Cách mạng Tối cao.

### Đệ Nhị cộng hòa
Ngày 21 tháng 12 năm 1975, Madagascar tổ chức trưng cầu dân ý khai sinh ra Đệ Nhị cộng hòa do cựu chủ tịch Hội đồng Cách mạng Tối cao Didier Ratsiraka đứng đầu. Tổng thống ký Hiến chương Cách mạng Malagasy  (Boky Mena) thể hiện định hướng xã hội chủ nghĩa. Theo Boky Mena, xã hội Madagascar phải dựa trên "năm trụ cột cách mạng": Hội đồng Cách mạng Tối cao, giai cấp nông dân-lao động, giới trí thức, phụ nữ và quân đội.
Đường lối chính trị mới đã ảnh hưởng đến mọi lĩnh vực đời sống. Hội đồng Cách mạng Tối cao nắm quyền kiểm soát nền kinh tế và các phương tiện truyền thông. Việc phi thực dân hóa hòn đảo và quốc hữu hóa nền kinh tế làm suy yếu mối quan hệ chính trị giữa Madagascar với Pháp, dù Pháp vẫn là đối tác thương mại của Đệ Nhị cộng hòa. Chính phủ tiến hành "Malagasy hóa" tập trung phát triển giáo dục và truyền thông bản địa. Định hướng xã hội chủ nghĩa, Madagascar thiết lập quan hệ với các quốc gia xã hội chủ nghĩa. Các quốc gia này giúp cho đồng minh châu Phi một mô hình khác chủ nghĩa tư bản phương Tây.
Tháng 1 năm 1976, mười dân sự được phép tham gia Hội đồng Cách mạng Tối cao của quân đội để tăng cường quyền lực chính phủ. Hai tháng sau, đảng Bảo lãnh Cách mạng Malagasy (Antokin'ny Revolisiona Malagasy - AREMA) ra đời với tổng thống đứng đầu. AREMA cùng năm đảng khác thành lập Mặt trận Quốc gia Phòng vệ Cách mạng (Front National pour la Défense de la Révolution - FNDR).
Năm 1977, dân chúng bất mãn với chính sách kinh tế. Khủng hoảng kinh tế ngày càng trầm trọng làm nổ ra biểu tình chống chính phủ tại Antananarivo vào tháng 9 năm 1977 và tháng 5 năm 1978. Ratsiraka cả hai lần đều điều quân đội để thiết lập lại trật tự ở thủ đô. Nhưng việc dân chúng phản kháng khiến chính phủ phải nới lỏng chính sách kinh tế và thực hiện các cải cách thị trường tự do mà Quỹ Tiền tệ Quốc tế yêu cầu để hỗ trợ tài chính.
Thập niên 1980, dân chúng giảm ủng hộ AREMA và Ratsiraka do tác động từ những thay đổi ở châu Âu. Bức tường Berlin sụp đổ, khối cộng sản suy yếu làm chính trị Madagascar cũng thay đổi. Năm 1989, các nhà quan sát bầu cử quốc tế báo cáo những bất thường và vi phạm quy tắc bỏ phiếu, thổi bùng lên bạo loạn tại thủ đô. Ratsiraka dùng quân đội dập tắt bạo loạn, khoảng 75 người thiệt mạng và bị thương. Tháng 5 năm 1991, cả nước tổng đình công làm tê liệt nền kinh tế. Ngày 10 tháng 8 năm 1991, khoảng 400.000 người Malagasy tham gia biểu tình ôn hòa bên ngoài dinh tổng thống. Bảo vệ dinh tổng thống nổ súng vào những người biểu tình. Ngày 31 tháng 10 năm 1991, Ratsiraka buộc phải ký thỏa thuận thành lập hiến pháp mới chấp nhận đa nguyên chính trị. Lãnh đạo của đảng đối lập Ủy ban Sinh lực (Comité des Forces Vives - CFV) Albert Zafy thuộc bộ tộc Tsimiheta đã tham gia quá trình dân chủ hóa nhà nước.
Ngày 19 tháng 8 năm 1992, Madagascar thông qua dự thảo hiến pháp mới hạn chế quyền hạn của tổng thống. Ngày 25 tháng 11 tổ chức bầu cử tổng thống. Ở vòng đầu, Albert Zafy lãnh đạo CFV giành được 46% số phiếu, đại diện đảng Phong trào dân quân chủ nghĩa xã hội Malagasy (Mouvement Militant pour le Socialisme Malgache - MMSM) mới thành lập giành được 29% phiếu bầu. Vòng hai diễn ra ngày 10 tháng 2 năm 1993, Zafy giành được 67% phiếu bầu.

### Đệ Tam cộng hòa
Ngày 27 tháng 3 năm 1993, tân tổng thống nhậm chức, khai sinh Đệ Tam Cộng hòa. Ngày 13 tháng 6 năm 1993 diễn ra bầu cử quốc hội với đa số thuộc đảng CFV tạo nên liên minh chính phủ mạnh mẽ. Nhưng đầu năm 1994, chính phủ phải đối mặt với khủng hoảng kinh tế và chính trị. Sự chia rẽ sắc tộc trong liên minh ngày càng sâu sắc. Thâm hụt ngân sách gia tăng.
Tháng 7 năm 1996, triều đại Zafy kết thúc bằng phiên luận tội khi quốc hội cáo buộc tổng thống lạm quyền. Cuộc bầu cử sớm tháng 11 năm 1996 mang về chiến thắng cho cựu tổng thống Didier Ratsiraka. Năm 1998, bầu cử quốc hội chứng kiến AREMA gần như chiếm trọn các ghế. Khủng hoảng kinh tế vào thời điểm chuyển giao thiên niên kỷ và tình trạng bất ổn ngày càng gia tăng trong nước buộc phải bầu cử tổng thống sớm. Tháng 12 năm 2001, cả hai ứng viên Didier Ratsiraka và Marc Ravalomanana đều không công nhận kết quả, dẫn tới việc thành lập hai trung tâm quyền lực làm khủng hoảng hiến pháp. Ratsiraka tập trung quyền lực ở tỉnh Mahajanga, nơi đông dân côtier và thậm chí còn đe dọa ly khai. Tại Antananarivo, đối thủ Marc Ravalomanana nắm quyền dưới sự hỗ trợ của Tòa án tối cao và cư dân miền trung. Tổ chức châu Phi Thống nhất và Hoa Kỳ hỗ trợ Ravalomanana để giải quyết xung đột tại Madagascar. Giữa năm 2002, Ratsiraka đồng ý rời đến Pháp. Cùng năm, ông bị buộc tội tham ô 8 triệu đô la Mỹ và bị kết án 10 năm lao động công ích. (Năm 2011, do làn sóng dân chủ hóa, ông được xóa bỏ mọi tội danh và được phép hồi hương.) Tháng 12 năm 2002, bầu cử quốc hội chứng kiến chiến thắng thuộc về đảng Tôi yêu Madagascar (Tiako I Madagasikara - TIM) của Ravalomanana. Đảng AREMA chiếm đa số trong Thượng viện.
Bắt đầu nắm quyền, Ravalomanana tuyên bố ý định cắt đứt ảnh hưởng của Pháp đối với văn hóa giáo dục Madagascar, tuyên bố khôi phục ngôn ngữ và truyền thống, xóa bỏ tham nhũng, cải thiện cơ sở hạ tầng và phúc lợi xã hội. Madagascar thời Ravalomanana là một trong những đất nước nghèo nhất châu Phi. Tổng thống bị chỉ trích vì đã không thực hiện được xóa đói giảm nghèo, dù có những cố gắng hiện đại hóa cơ sở hạ tầng và cải thiện giáo dục và y tế, cũng như hạn chế được tình trạng tham nhũng. Khủng hoảng tồi tệ hơn, lạm phát và thất nghiệp gia tăng.
Ngày 18 tháng 11 năm 2006, nhân khi Ravalomanana ở nước ngoài, Madagascar diễn ra đảo chính nhưng thất bại. Tướng Andrianafidisoa chất vấn thẩm quyền tổng thống và tuyên bố thiết quân luật. Xung đột được giải quyết xong trước cuộc bầu cử tổng thống tháng 12, Ravalomanana tái đắc cử. Tháng 7 năm 2007, Ravalomanana giải tán Quốc hội với lý do không được công chúng ủng hộ. Tháng 1 năm 2009, bắt đầu khủng hoảng chính trị và biểu tình chống đối Marc Ravalomanana. Ngày 17 tháng 3 năm 2009, sau nhiều tháng bất ổn, tổng thống từ chức để trao lại quyền lực cho thủ lĩnh biểu tình là thị trưởng Antananarivo Andry Rajoelina.

### Đệ Tứ cộng hòa
Andry Rajoelina tiến hành cải cách kinh tế và chính trị nhằm đưa đất nước thoát khỏi khủng hoảng. Ngày 9 tháng 8 năm 2009, Rajoelina ký thỏa thuận với phe đối lập, nhưng rút khỏi thỏa thuận vào tháng 12. Với sự ủng hộ của 99 đảng chính trị nhỏ hơn, ông ấn định ngày bầu cử tổng thống, quốc hội và trưng cầu dân ý về hiến pháp. Trưng cầu dân ý được tổ chức ngày 17 tháng 11 năm 2010, mặc cho một nhóm sĩ quan định lật đổ chính phủ lâm thời, công chúng đã chấp nhận đề xuất thay đổi của Rajoelina. Ngày 11 tháng 12 năm 2010, hiến pháp mới có hiệu lực từ đó thiết lập nền Đệ Tứ cộng hòa. Vòng hai bầu cử tổng thống bị trì hoãn đến tháng 12 năm 2013 và công bố kết quả vào tháng 1 năm 2014. Người chiến thắng là Hery Rajaonarimampianina nhậm chức tổng thống. Ông nhận được hậu thuẫn từ Rajoelina là người lãnh đạo đảo chính năm 2009 và vẫn là biểu tượng chính trị có tầm ảnh hưởng.
Năm 2018, bầu cử tổng thống vòng một diễn ra vào ngày 7 tháng 11 còn vòng hai nhằm ngày 10 tháng 12. Ba cựu tổng thống và tổng thống gần nhất đều là các ứng viên chính. Cựu tổng thống 2009-2014 Andry Rajoelina chiến thắng trong vòng hai. Cựu tổng thống 2002-2009 Marc Ravalomana cho rằng có gian lận không chấp nhận kết quả. Tổng thống gần nhất Hery Rajaonarimampianina chỉ nhận được ủng hộ khiêm tốn ở vòng một. Tháng 1 năm 2019, Tòa án Hiến pháp Cấp cao tuyên bố Rajoelina thắng cử và trở thành tân tổng thống.
Năm 2019, dịch sởi bùng phát cướp đi sinh mạng của hơn 1.200 người.
Năm 2021, hạn hán lớn nhất trong vòng 40 năm đã khiến hơn một triệu người ở miền nam Madagascar rơi vào cảnh mất an ninh lương thực, hàng ngàn người phải bỏ nhà đi tìm cái ăn.
Vào tháng 6 năm 2025, Ủy ban chung Pháp-Malagasy sẽ họp. Ủy ban này chịu trách nhiệm quyết định về việc trả lại các đảo rải rác cho Madagascar.